# Cultura de Inglaterra
La cultura inglesa se caracteriza por las normas culturales de Inglaterra y del pueblo inglés. Debido a la posición influyente de Inglaterra en el Reino Unido, a veces puede ser difícil diferenciar la cultura inglesa de la del Reino Unido en su conjunto. Sin embargo, desde los tiempos de los anglosajones, Inglaterra, a diferencia de la cultura galesa o escocesa, ha tenido su propia cultura distintiva.

## Símbolos

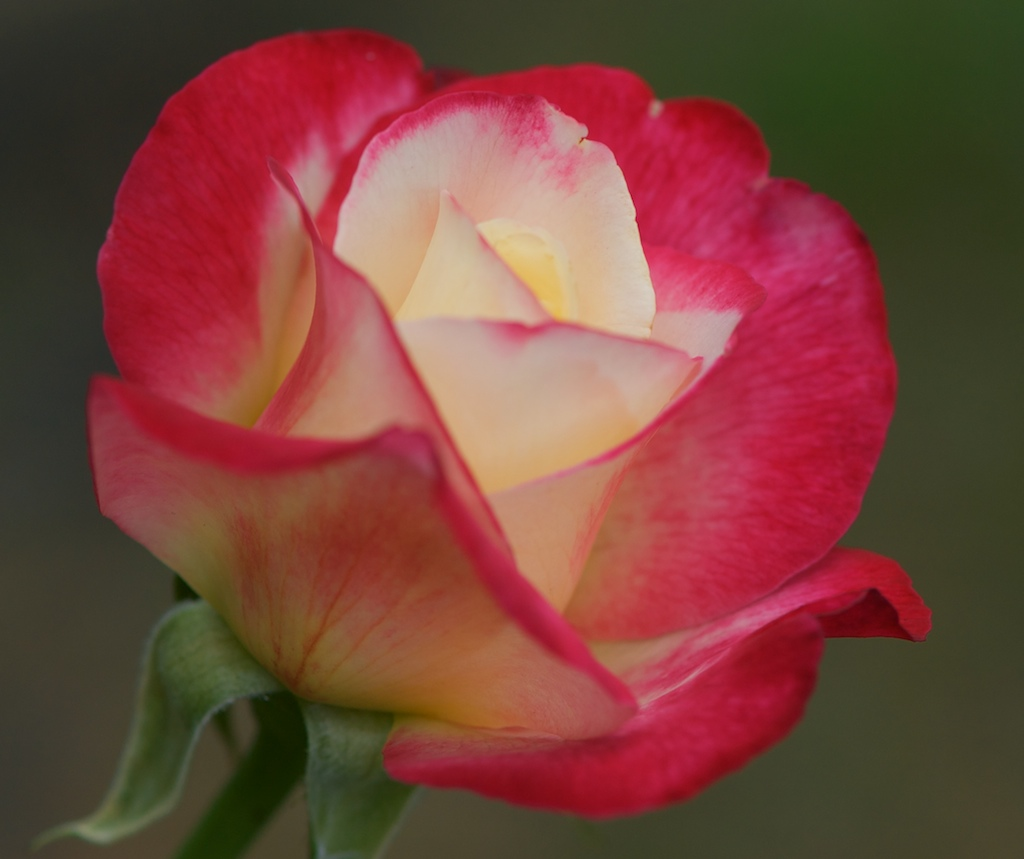
Rosa Tudor.

Los ingleses usan como bandera nacional la cruz roja de San Jorge, colocada sobre un fondo blanco. Alude a su adopción como emblema en el siglo XI por parte de la República de Génova; Inglaterra la adoptó también para que los barcos ingleses pudieran navegar seguros por el Mediterráneo.
En 1198, el rey Ricardo Corazón de León introdujo el escudo de armas de Inglaterra, representado por tres leones estilizados. Los tres leones forman la base de varios emblemas de los equipos de deportes nacionales ingleses, tales como el equipo nacional de fútbol de Inglaterra, y el equipo nacional inglés de cricket.
El roble inglés y la rosa Tudor también son símbolos ingleses. De hecho, la rosa Tudor la usa el equipo nacional de rugby de Inglaterra. También conocida como rosa inglesa, se adoptó como emblema nacional una vez finalizada la Guerra de las Dos Rosas. Está formada por la unión de los símbolos de los bandos que se enfrentaron en esa guerra: la rosa blanca de la Casa de York con la rosa roja de la Casa de Lancaster; ambas con origen común en la Casa de Plantagenet.
Inglaterra no tiene himno nacional oficial; sin embargo, el uso de la melodía God Save the Queen es de uso común. Existen otras canciones que se utilizan a veces, tales como, Land of Hope and Glory (usado como himno de Inglaterra en los Juegos de la Commonwealth), Jerusalem, Rule, Britannia!, y I Vow to Thee, My Country.
No obstante, en Inglaterra hay iniciativas a favor de adoptar un himno nacional, tal como ha ocurrido también en Escocia y en Gales.
La fiesta nacional de Inglaterra es el Día de San Jorge, santo patrono inglés, que se celebra cada 23 de abril. .

## Arquitectura y jardines

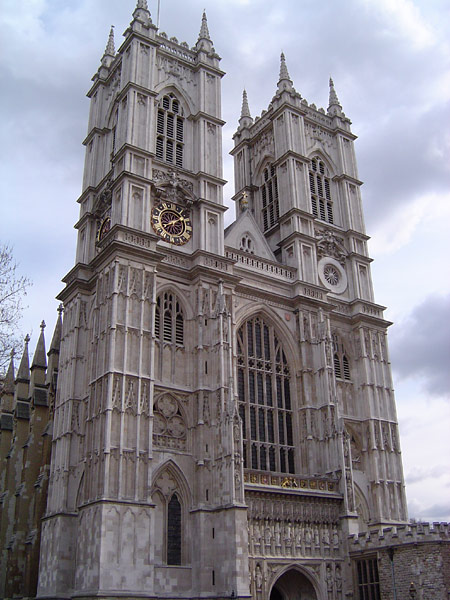
Abadía de Westminster, de arquitectura gótica inglesa.

La arquitectura inglesa se inicia con la arquitectura de los pueblos anglos y sajones, que emigraron a las islas británicas entre los siglos v y vi d. C. Aproximadamente cincuenta iglesias inglesas han sobrevivido de esta época, y son de origen anglosajón, aunque en algunos casos, la parte anglosajona es pequeña y está muy alterada. Todas, excepto una iglesia de madera, se construyeron en piedra o ladrillo, y en algunos casos muestran la evidencia de la reutilización de obras romanas. El carácter arquitectónico de los edificios eclesiásticos anglosajones varía desde la arquitectura de influencia copta de la primera época, hasta la arquitectura basilical de principios de la llegada de los cristianos, caracterizada por pilastras, arcadas en blanco, balaustradas, y aberturas de cabeza triangular. Casi ninguna construcción secular de este periodo permanece en pie en la actualidad.

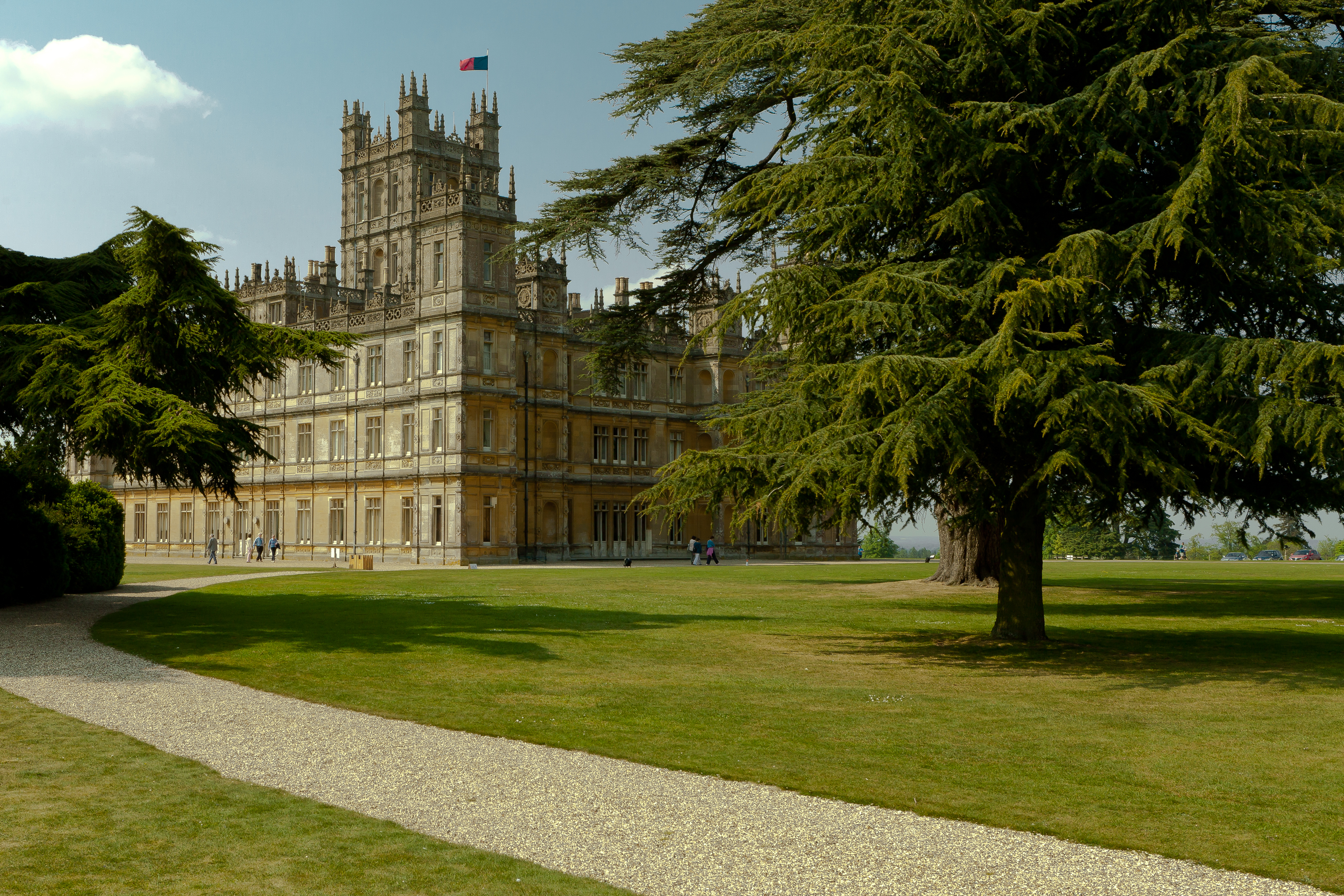
Castillo de Highclere con sus jardines, diseñados por Capability Brown.

Tras la conquista normanda, la arquitectura románica (conocida en Inglaterra como arquitectura normanda) reemplazó a la arquitectura anglosajona. Después hubo un período de transición hacia la arquitectura gótica inglesa. A principios de los tiempos modernos, hubo mucha influencia de la arquitectura renacentista, hasta que en el siglo XVIII, las formas góticas de la arquitectura fueron abandonadas, y se fueron adoptando varios estilos clásicos. Durante el período victoriano, la arquitectura neogótica fue la preferida para muchos tipos de edificios, pero esto no se extendió hasta el siglo XX.
Otros edificios, como las catedrales y las iglesias parroquiales, están asociados a un tradicional sentimiento inglés que realza un especial interés por la casa de campo inglesa y el estilo de vida rural, evidenciado por el número de visitantes a las propiedades gestionadas por organizaciones como English Heritage y National Trust.
La jardinería de paisaje desarrollada por Capability Brown estableció una tendencia internacional para el jardín inglés. La jardinería y la visita de jardines se consideran como actividades típicamente inglesas.

## Arte

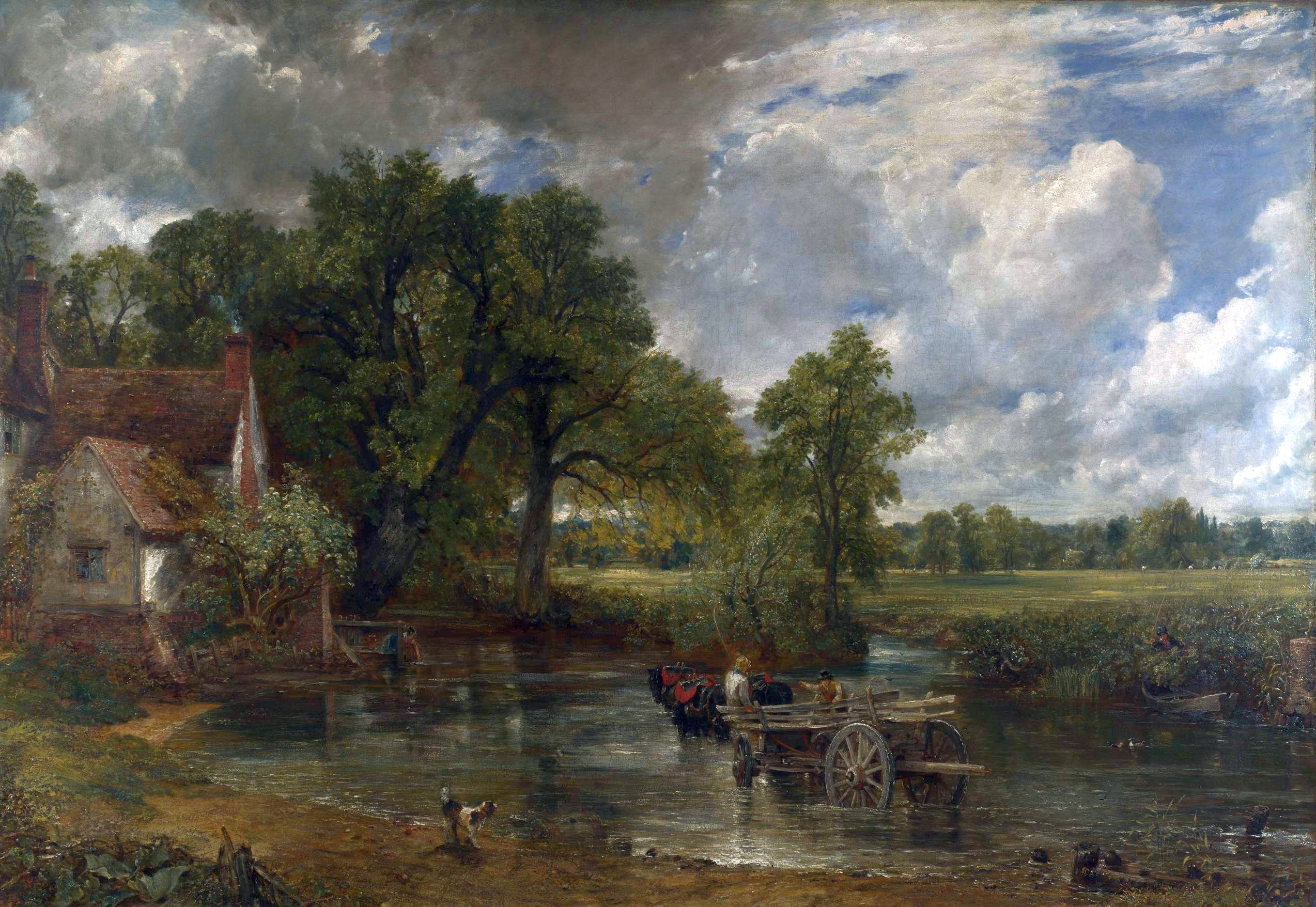
The Hay Wain de John Constable es considerada una de obras de arte inglesa más importantes.

El arte inglés estuvo dominado por artistas extranjeros durante gran parte del Renacimiento, pero en el siglo xviii surgió una tradición local muy admirada. En la pintura inglesa predomina el paisajismo, como se puede ver en la obra de J.M.W. Turner y John Constable. También es importante el retratismo en artistas como Thomas Gainsborough y Joshua Reynolds.
El satirista pictórico William Hogarth fue pionero en el arte secuencial occidental, y las ilustraciones políticas de este estilo se refieren a las llamadas, "hogarthianas". Siguiendo el trabajo de Hogarth, las caricaturas políticas se desarrollaron en Inglaterra en la última parte del siglo xviii bajo la dirección de James Gillray. Considerado como uno de los dos caricaturistas más influyentes (el otro es Hogarth), Gillray, es conocido como el padre del dibujo animado político, con su trabajo satírico que llama la atención de Jorge III (rey), de los primeros ministros y de varios generales.
El arte visual inglés ha ido evolucionando durante varios siglos a los recientes movimientos artísticos, tales como el brit art, que abarca una variedad de diferentes tipos de arte —pintura, fotografía, escultura y performance—.
Es así como el pop art británico tiene sus raíces en el Independent Group que surgió en el Institute of Contemporary Arts (ICA) de Londres en 1952. Nikolaus Pevsner intentó crear una definición en su libro publicado en 1956, "The Englishness of English Art".

## Idioma

Países en los que el idioma inglés es la lengua nacional u oficial.

El idioma inglés proviene de las lenguas germánicas occidentales. La lengua inglesa moderna se desarrolló del inglés medio, (forma de expresar la lengua por el pueblo inglés entre los siglos xii a xv). El inglés medio estuvo influenciado por el idioma normando, el francés antiguo, y el latín. En el período del inglés medio, el latín era el idioma propio de la administración, y la nobleza hablaba francés normando. El inglés medio se derivó del inglés antiguo del período anglosajón; en el norte y el este de Inglaterra, la lengua de los colonos daneses influyó en el idioma, un hecho aún evidente en los dialectos del norte de Inglaterra. Durante la historia, el inglés moderno ha extraído extensivamente vocablos del vocabulario de otros idiomas, por ejemplo, francés, latín, griego, holandés y en menor medida, de muchos otros.
En algún momento de la historia, existieron dialectos diferentes del inglés moderno en Inglaterra, pero muchos de estos dialectos ya no son de uso común, ya que el inglés estándar se ha generalizado a través de la educación, los medios de comunicación y las presiones socioeconómicas.
El idioma córnico, es una lengua céltica, es una de los tres idiomas britónicos existentes; su uso se ha revivido en Cornualles. Históricamente, otra lengua celta britónica fue el cúmbrico, hablado en Cumbria, en el noroeste de Inglaterra, pero murió hacia finales del siglo xi, aunque los rasgos de la lengua se pueden encontrar todavía en el dialecto de Cumbria. El inglés moderno temprano comenzó a finales del siglo xv con la introducción de la imprenta en Londres y el gran desplazamiento vocálico. A través de la influencia mundial del Imperio británico, el inglés se extendió por todo el mundo desde el siglo xvii hasta mediados del siglo xx. A través de los periódicos, los libros, el telégrafo, el teléfono, los registros fonográficos, la radio, la televisión por satélite, los organismos de radiodifusión (como la BBC) e Internet, así como el surgimiento de los Estados Unidos como superpotencia global después de la Segunda Guerra Mundial, el inglés se ha convertido en la lengua internacional del negocio, la ciencia, la comunicación, los deportes, la aviación y la diplomacia.

## Leyes

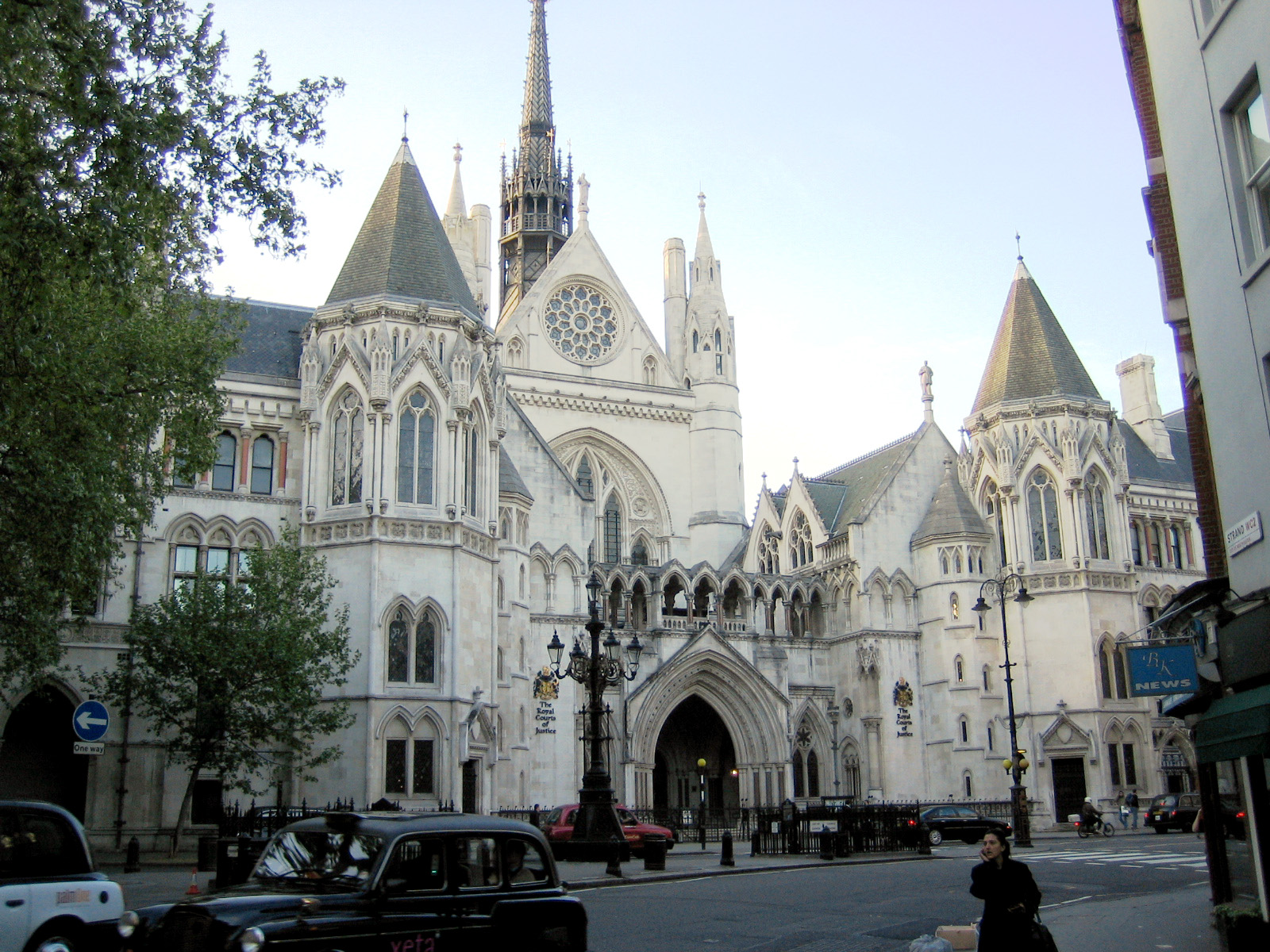
Los Reales Tribunales de Justicia en el Strand, Londres.

El derecho inglés es el sistema jurídico de Inglaterra y Gales. Gracias al Imperio británico, se ha exportado a través del mundo: es la base de la jurisprudencia del derecho anglosajón. El jurista, juez y político inglés del siglo xviii, William Blackstone, conocido por su obra seminal," Comentarios sobre las leyes de Inglaterra", contiene la siguiente formulación: "es mejor que diez personas culpables escapen que un inocente sufra", un principio que postula que el gobierno y los tribunales deben errar por el lado de la inocencia, que se ha mantenido constante. William Garrow introdujo el sistema de tribunales acusatorios en la ley común. Él acuñó la frase "presunto inocente hasta que se demuestre su culpabilidad", insistiendo en que los acusadores de los acusados y su evidencia tenían que ser probados a fondo en la corte.
Los principales documentos constitucionales son, La Carta Magna (con la fundación del "gran escrito" habeas corpus - "salvaguardar la libertad individual contra la acción estatal arbitraria"), la Declaración de Derechos de 1689 (una disposición que otorga libertad de expresión en el Parlamento), Petición de Derecho, Acta de habeas corpus de 1679 y los Actas del Parlamento de 1911 y 1949. El jurista Albert Venn Dicey escribió que los habeas corpus británicos "no declaran ningún tipo de principio y no definen los derechos, sino que son para fines prácticos dignos de cien artículos constitucionales que garantizan la libertad individual". Un fuerte defensor de la "constitución no escrita", Dicey declaró que los derechos ingleses estaban incorporados en el derecho común inglés, en las instituciones y en las costumbres de la nación.

## Literatura

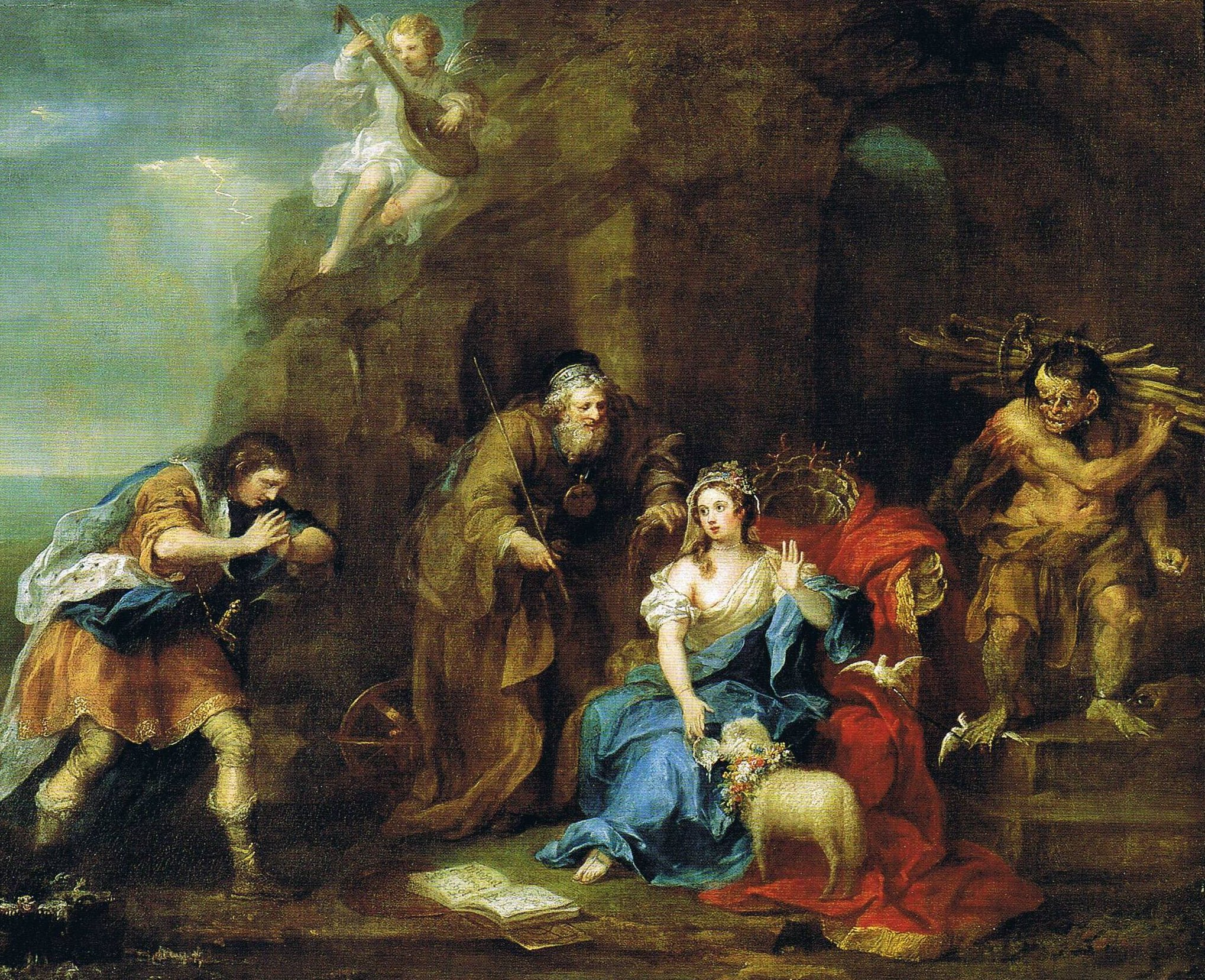
El cuadro de William Hogarth de la obra de Shakespeare The Tempest es un ejemplo de cómo la literatura inglesa influyó en el pintura inglesa en el siglo xviii.

La literatura inglesa se inicia en el siglo V con la literatura anglosajona, que fue escrita en inglés antiguo, con el poema épico Beowulf como su obra literaria más representativa. Durante muchos años, el latín y el francés fueron las lenguas literarias preferidas de Inglaterra, pero en la época medieval hubo un florecimiento de la literatura en inglés medio, con Geoffrey Chaucer como escritor más famoso de este período.
La era isabelina es considerada la edad de oro de la literatura inglesa, con una gran producción literaria en idioma inglés y el florecimiento de la poesía y el teatro isabelino. El dramaturgo, poeta y actor William Shakespeare es considerado el poeta nacional inglés y el escritor más importante en lengua inglesa. Escritores importantes del período son John Milton, Daniel Defoe, Francis Bacon, John Webster y Christopher Marlowe, entre muchos otros. Hay un período importante de producción literaria conocido como literatura de la Restauración inglesa que se desarrolla entre 1660 y 1689.
Con el advenimiento del Imperio Británico, hubo una gran expansión del inglés como lengua mundial, creándose así una literatura en este idioma en todas partes del mundo. Cabe destacar escritores asociados con Inglaterra tales como Shakespeare, Jane Austen, Alfred Tennyson, Rudyard Kipling, Arnold Bennett, Rupert Brooke, Lewis Carroll, Charles Dickens, Thomas Hardy, A. E. Housman, H. G. Wells, Agatha Christie, George Orwell, Virginia Woolf, J. R. R. Tolkien, Philip Pullman, Douglas Adams, Terry Pratchett y J. K. Rowling, entre una gran cantidad de escritores. La lengua inglesa es el idioma con mayor número de galardonados del Premio Nobel de Literatura, con 27. Entre los escritores nacidos en Inglaterra que han ganado dicho premio, se cuentan John Galsworthy, William Golding, Winston Churchill y Harold Pinter.
| William Shakespeare (1564–1616) Hamlet Romeo y Julieta Otelo | Jane Austen (1775–1817) Sense and Sensibility Orgullo y prejuicio | Charles Dickens (1812–1870) Cuento de Navidad David Copperfield Oliver Twist | Virginia Woolf (1882–1941) La señora Dalloway | H. G. Wells (1886–1946) La guerra de los mundos La máquina del tiempo El hombre invisible | George Orwell (1903–1950) Rebelión en la granja 1984 | Agatha Christie (1890–1976) Asesinato en el Orient Express La ratonera | J. R. R. Tolkien (1892–1973) El señor de los anillos El hobbit | J. K. Rowling (1965) Harry Potter |
| ------------------------------------------------------------ | ----------------------------------------------------------------- | ---------------------------------------------------------------------------- | --------------------------------------------- | ----------------------------------------------------------------------------------------- | ---------------------------------------------------- | ---------------------------------------------------------------------- | -------------------------------------------------------------- | --------------------------------- |
|                                                              |                                                                   |                                                                              |                                               |                                                                                           |                                                      |                                                                        |                                                                |                                   |

## Artes escénicas

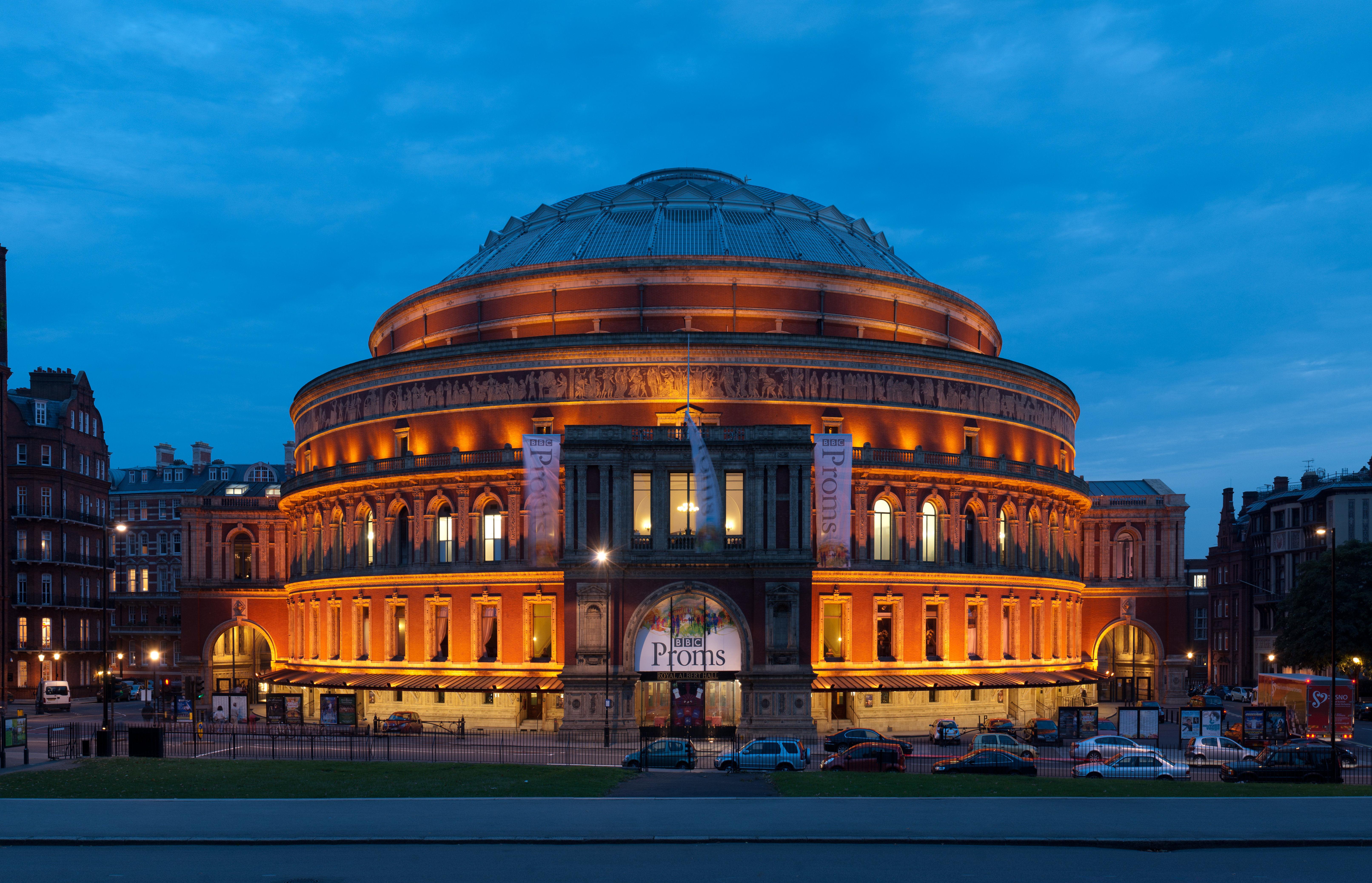
Los Proms se llevan a cabo anualmente en el Royal Albert Hall durante el verano.

En Inglaterra, son populares los grandes festivales de música al aire libre, como Glastonbury, V Festival, y los Festivales de Reading y de Leeds. Inglaterra estuvo a la vanguardia del movimiento rave ilegal, a partir de los años 1980, que condujo al nacimiento de una cultura paneuropea conocida como teknivals, reflejada en los festivales al aire libre, y en el viaje como estilo de vida. La casa de la ópera más prominente en Inglaterra es la Royal Opera House en Covent Garden. Los Proms, una temporada de conciertos de música clásica orquestal celebrada en el Royal Albert Hall, es un importante evento cultural que se celebra anualmente. El Royal Ballet es una de las principales compañías de ballet clásico del mundo, su reputación se basa en dos figuras prominentes de la danza del siglo xx, la bailarina Margot Fonteyn y el coreógrafo Frederick Ashton.

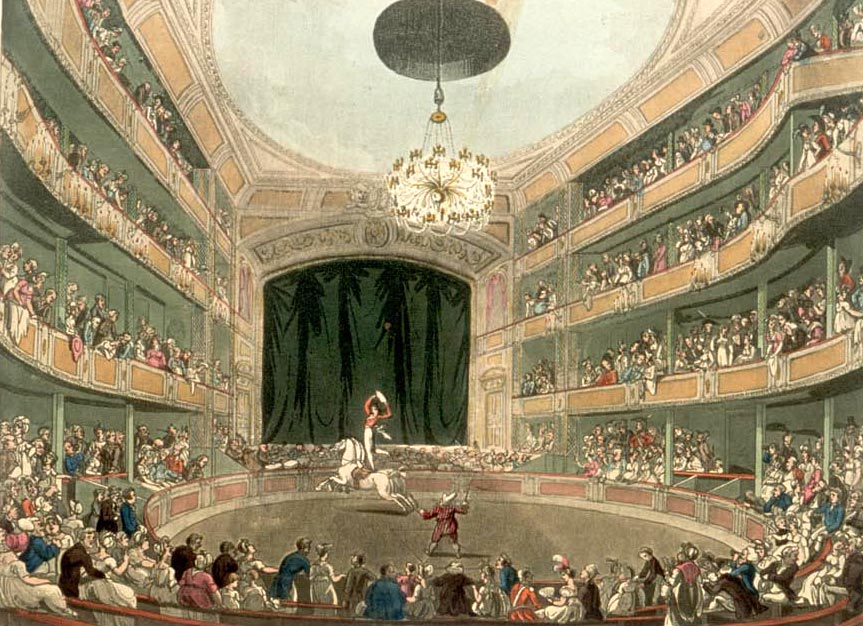
Anfiteatro Astley, Londres, circa 1808. Astley realizó acrobacias en un anillo de 42 pies de diámetro; es el tamaño estándar utilizado por los circos desde entonces.

Cabe destacar a representantes del teatrillo playero de títeres de cachiporra, tales como Punch y Judy que hicieron su primera aparición en Covent Garden, Londres, en 1662. Considerados como iconos culturales británicos, aparecieron en un período significativo en la historia británica, la de la Restauración inglesa, herederos del «pulcinella» italiano y el «polichinelle» francés, con su origen en la familia de títeres de la commedia dell'arte. El argumento, en las farsas que protagoniza Punch, suele representar las aventuras y desventuras de un personaje simple, pobre y atrevido que, sin atender a códigos de honor, lucha contra poderosos y explotadores, convirtiéndose así en héroe de un público popular en general e infantil en particular. Entre sus grandes hazañas –que solo a un títere se le permitirían– están ahorcar a un policía, montar en cocodrilo o aporrear a todo el mundo. Violento a la par que simpático y elemental, artífice de los asesinatos más grotescos y esperpénticos que se puedan imaginar, su representación estuvo prohibida en varias etapas de la historia inglesa.
El circo es una forma tradicional de entretenimiento en el Reino Unido. El Circo de Chipperfield se remonta a más de 300 años en Gran Bretaña, por lo que es una de las dinastías de circo familiares más antiguas. Philip Astley es considerado como el padre del circo moderno. Después de su invención del anillo del circo en 1768, el anfiteatro de Astley se abrió en Londres en 1773. Como maestro ecuestre, Astley tenía una habilidad para la cabalgata, añadió vasijas, corredores de cuerda, malabaristas, perros de ejecución y un payaso para llenar el tiempo entre sus propias demostraciones, es así como nació el circo moderno. El Circo Real de Hughes era popular en Londres en 1780. El Circo Real de Pablo Fanque, destaca entre los circos más populares de la Inglaterra victoriana, que mostró a William Kite, y también inspiró a John Lennon a escribir Being for the Benefit of Mr. Kite!, en el álbum de The Beatles, Sgt. Pepper's Lonely Hearts Club Band. Sin olvidar que Joseph Grimaldi, es el más célebre de los payasos de Inglaterra, es considerado el padre del clowning moderno.
En Inglaterra, se conoce como pantomima a un subgénero dramático de la comedia musical, diseñado para el entretenimiento de la familia. Se realiza en teatros en todo el Reino Unido durante la temporada de Navidad y Año Nuevo. El arte se originó en el siglo xviii con John Weaver, un maestro de baile y coreógrafo en el Teatro Drury Lane en Londres. La Inglaterra del siglo xix adquirió su forma actual, que incluye canciones, comedia y baile, empleando actores de cruce de género, combinando humor tópico con una historia libremente basada en un conocido cuento de hadas. Es una forma participativa de teatro, en la que el público canta partes de la música y grita frases a los intérpretes, como "está detrás de ti".
El music hall es un tipo de entretenimiento teatral británico, popular desde la época victoriana temprana, conocida a mediados del siglo xx. El precursor de los espectáculos de variedades de hoy, el music hall involucró una mezcla de canciones populares, comedia, actos de especialidad y diversidad de entretenimiento. Los artistas británicos que perfeccionaron sus habilidades en la pantomima y los bocetos del music hall son, Charlie Chaplin, Stan Laurel, George Formby, Jr., Gracie Fields, Dan Leno, Gertrude Lawrence y Harry Champion. El comediante y empresario de teatro británico Fred Karno desarrolló una forma de comedia sin diálogo en los años 1890, y Chaplin y Laurel estaban entre los comediantes del music hall que trabajaron para él.

## Música

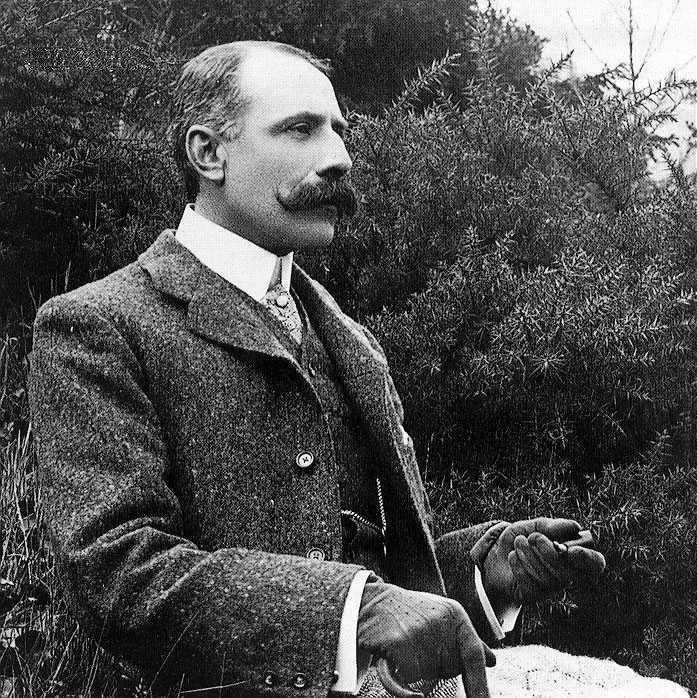
Edward Elgar, uno de los compositores clásicos ingleses más celebrados.

Inglaterra tiene una larga y rica historia musical. El Reino Unido, como la mayoría de los países europeos, ha experimentado un renacimiento de sus raíces en la última mitad del siglo xx. La música inglesa ha sido en parte instrumento y en parte protagonista de este fenómeno, que alcanzó su punto máximo a finales de los años 1960 y hasta los años 1970.
Los logros de la tradición coral anglicana, se deben a compositores del siglo xvi como Thomas Tallis, John Taverner y William Byrd que tendieron a opacar la composición instrumental. Las innovaciones semi-operísticas de Henry Purcell no llevaron a una tradición operística nativa, pero Georg Friedrich Händel encontró patrocinadores reales e importantes, sin olvidarse de un entusiasta apoyo del público inglés. La gran recepción del público a compositores musicales no ingleses como Haydn, a menudo contrastaba con la falta de reconocimiento para el talento local. Sin embargo, la aparición de figuras tales como Edward Elgar y Arthur Sullivan en el siglo xix aportó una nueva vitalidad en la música inglesa. En el siglo xx, Benjamin Britten y Michael Tippett destacaron como compositores de ópera reconocidos internacionalmente. Ralph Vaughan Williams y otros músicos compilaron canciones de música folk pueblerina y las adaptaron como música de concierto. Cecil Sharp fue una figura principal en el renacimiento de la música folk inglesa.
En la década de los 1960, surgieron en Inglaterra diversos músicos, cantantes y agrupaciones musicales cuyos trabajos vinieron a dar forma a muchos movimientos musicales, en especial el rock y el pop. En 1962, The Beatles (John Lennon, Paul McCartney, George Harrison y Ringo Starr) se convirtieron en el grupo musical más popular de todo el mundo. Más tarde, se popularizaron músicos y conjuntos ingleses como The Rolling Stones, Black Sabbath, Elton John, Depeche Mode, David Bowie, The Who, Queen, Pink Floyd, Iron Maiden, The Police, Sting, Deep Purple, Led Zeppelin, The Kinks, Cream, Eric Clapton, Jeff Beck, Def Leppard, Genesis, Phil Collins, Peter Gabriel, Sex Pistols, The Clash, The Jam, Rod Stewart, E.L.O., Dire Straits, The Smiths, Morrissey, The Cure, Erasure, Duran Duran, Culture Club, Pet Shop Boys, Take That y Spice Girls.
Algunos de los artistas contemporáneos principales (que se suman a los activos mencionados anteriormente) son Coldplay, Kaiser Chiefs, Arctic Monkeys, Blur, Oasis, Radiohead, Amy Winehouse y Robbie Williams. También se cuenta a One Direction, Little Mix, Ed Sheeran, Keane, Placebo, Max and Harvey Mills, The Coral, Gorillaz, Muse, Lily Allen, Jessie J, Bring Me The Horizon, The Vamps, Jake Bugg y Birdy.

## Cine

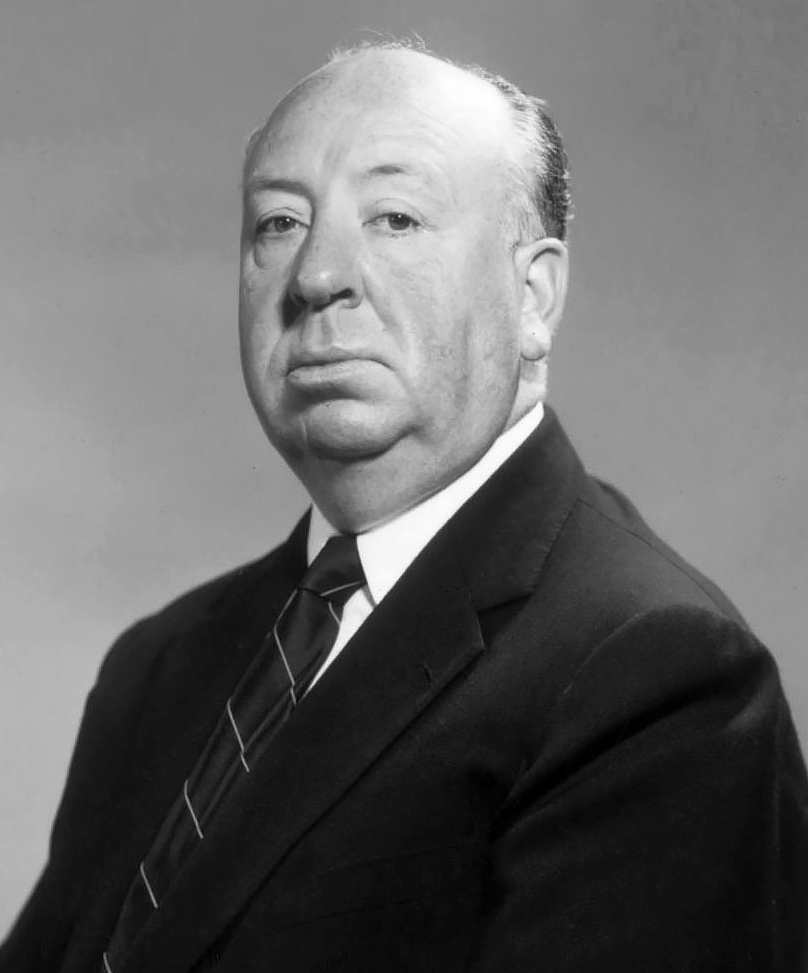
Alfred Hitchcock es a menudo considerado como el mayor cineasta británico. Filmes suyos como Los pájaros, Psicosis y Vértigo se encuentran entre las mejores películas de la historia del cine.

Inglaterra (y el Reino Unido en su conjunto) ha tenido una influencia considerable en la historia del cine, gracias a algunos de los mejores actores, directores e imágenes en movimiento de todos los tiempos, incluyendo a figuras como Alfred Hitchcock, Charlie Chaplin, David Lean, Laurence Olivier, Vivien Leigh, John Gielgud, Peter Sellers, Julie Andrews, Michael Caine, Gary Oldman, Helen Mirren, Kate Winslet y Daniel Day-Lewis. Hitchcock y Lean se encuentran entre los más aclamados por la crítica de todos los tiempos. El primer thriller de Hitchcock, The Lodger: A Story of the London Fog (1926), ayudó a formar el género del thriller en el cine, mientras que su película de 1929, Blackmail, a menudo es considerada como el primer largometraje de sonido británico.

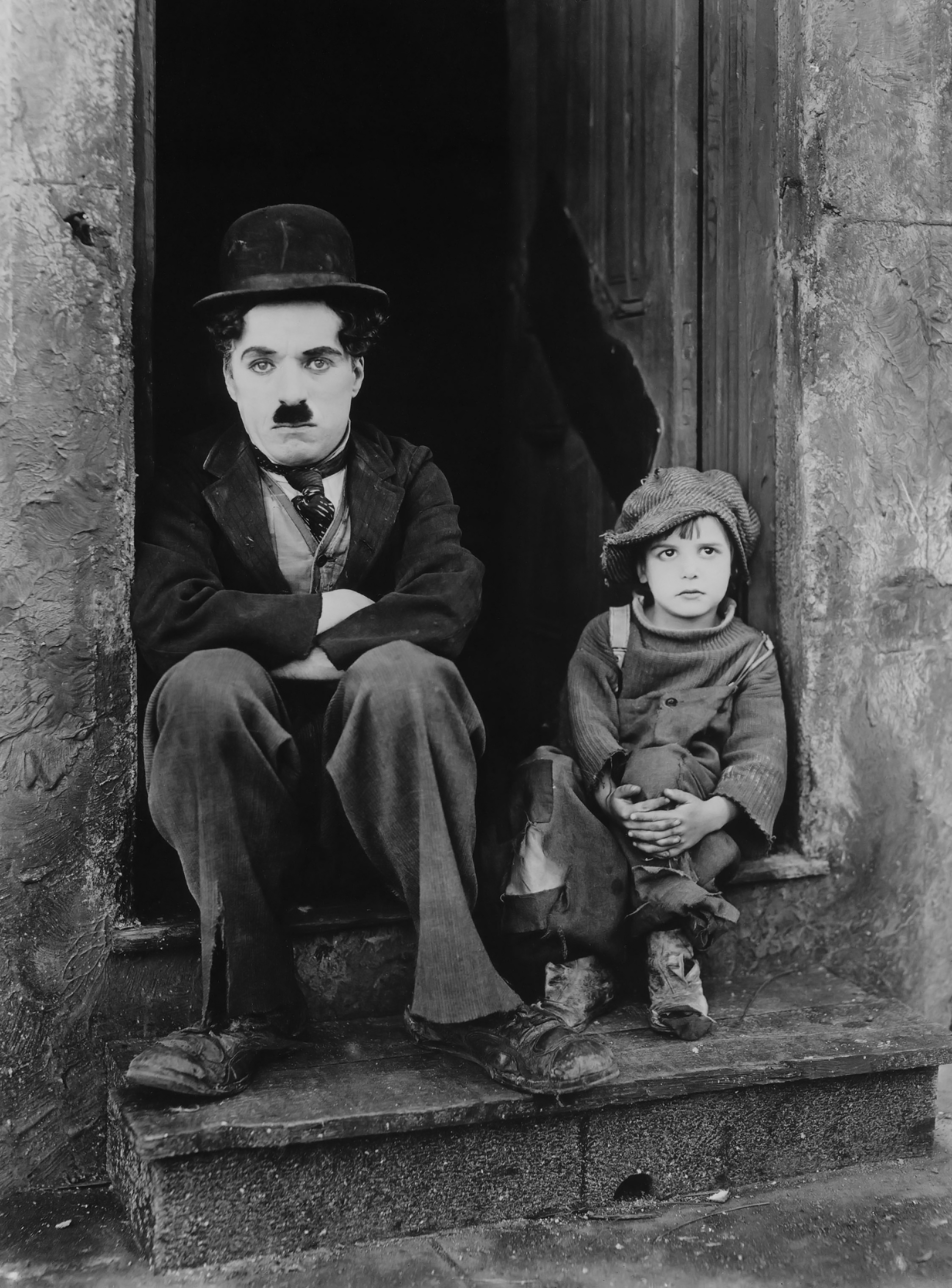
Charlie Chaplin, icono mundial del cine mudo.

En cuanto a los principales estudios de cine en Inglaterra destacan, Pinewood, Elstree y Shepperton. Algunas de las películas más exitosas comercialmente de todos los tiempos se han producido en Inglaterra, incluyendo dos de las franquicias de películas de mayor recaudación (Harry Potter y James Bond). Ealing Studios (Londres), es el estudio de cine de trabajo continuo más antiguo del mundo. Famosa por la grabación de muchas bandas sonoras de películas cinematográficas, la Orquesta Sinfónica de Londres realizó por primera vez música para cine en 1935.
Los productores ingleses también participan en coproducciones internacionales y los actores ingleses, directores y miembros de la banda también aparecen regularmente en las películas de Hollywood. Ridley Scott se encuentra dentro de un grupo de cineastas ingleses, incluyendo a Tony Scott, Alan Parker, Hugh Hudson y Adrian Lyne, que emergieron de hacer anuncios publicitarios para la televisión británica de los años 70. El consejo cinematográfico del Reino Unido clasificó a David Yates, Christopher Nolan, Mike Newell, Ridley Scott y Paul Greengrass como los cinco directores ingleses más exitosos comercialmente desde 2001. Otros directores contemporáneos de Inglaterra son Sam Mendes, Guy Ritchie y Steve McQueen. Entre los actores actuales famosos se pueden mencionar a Tom Hardy, Daniel Craig, Benedict Cumberbatch, Emma Watson y Andy Serkis. Muchas películas exitosas de Hollywood se han basado en personas inglesas, historias o eventos. El "ciclo inglés" de las películas animadas de Disney incluye a Alicia en el país de las maravillas, El caldero mágico, El libro de la selva, Robin Hood y Winnie Pooh.

## Gastronomía

La hora del té, representativa de la cultura inglesa.

Las comidas tradicionales de Inglaterra comprenden diversos platos a base de carne, verduras, pan, queso, pasteles, caldos y pescado. En Inglaterra se producen diversos tipos de panes (baps, barm cakes, bread cakes, stottie cake, pan de cottage, pan de centeno, pan de jengibre) y una gran variedad de quesos producidos a base de leche de vaca, de cabra y de oveja (Cheddar, Cheshire, Sage Derby, Lancashire Cheese, Red Leicester, Double Gloucester, Wensleydale, Stilton, Cornish). Existen varios platos a base de pescado, como el kipper, el fish and chips y el kedgeree. Los ingleses también suelen acompañar una pinta de stout con mariscos, que son populares en los pubs.
El consumo de tartas, pudin y pasteles, tiene su raíz en la Edad Media. Estos platillos son considerados como pilares fundamentales de la cocina inglesa. Los rellenos tradicionales para las tartas calientes incluyen pollo y champiñones, carne con cerveza, carne picada y cebolla, y cordero o carne acompañado de papas. También existen diversos tipos de tartas frías, como el pastel de puerco. Las salchichas inglesas se hacen generalmente de res o cerdo. Un plato popular a base de salchichas es el bangers and mashé donde estas se combinan con puré de patatas. Al igual que en otros países del norte de Europa, en Inglaterra se suelen consumir y conservar alimentos en forma de salados, ahumados, encurtidos y conservas. Entre los condimentos, destacan el chutney, el Branston Pickle, piccalilli, cebollas encurtidas, pepinillos y la salsa Worcestershire.
La palabra sándwich proviene del noble inglés John Montagu, IV conde de Sandwich, a quien le gustaba comer de esta forma porque así podía jugar a las cartas mientras comía, sin ensuciarse los dedos. Los sándwiches rellenos de condimentos encurtidos y Gentleman's Relish son distintivos de Inglaterra. Otros platos como el desayuno completo inglés, el sunday roast y el pudín de steak and kidney también son típicos ingleses.
El té y la cerveza son bebidas típicas y bastante icónicas de Inglaterra, particularmente la primera. Tradicionalmente, para la clase alta, la hora del té es una comida separada, a diferencia del té de la tarde, que se realiza en los estratos bajos y medios de la sociedad inglesa. La sidra es producida al oeste del país, y no obstante, en el sur de Inglaterra se ha visto la reintroducción de viñas que producen la calidad alta de vino blanco en una balanza comparativamente pequeña.
El roast beef es un plato tradicionalmente asociado con Inglaterra, el cual se hizo famoso por la balada patriótica de Henry Fielding "The Roast Beef of Old England", y la pintura de William Hogarth del mismo nombre. De hecho, desde el siglo xix la frase "les rosbifs" ha sido un apodo popular que utilizan los franceses para referirse a los ingleses.
En la actualidad, ha surgido un nuevo estilo de cocina llamado Modern British, el cual combina los ingredientes británicos tradicionales con las influencias culinarias de otras naciones.

## Folclor
El folclor inglés se ha ido desarrollando a lo largo de muchos siglos, debido a la sucesiva existencia de diversos pueblos que han ocupado el territorio, como los celtas, los romanos, los anglosajones y los normandos. Aunque algunos de los personajes e historias están presentes en toda Inglaterra, la mayoría pertenecen a regiones específicas. Dentro del folclor inglés, se incluyen seres mitológicos como los pixies, gigantes, dragones, elfos, troles, goblins y enanos.
Entre las leyendas folclóricas de Inglaterra más antiguas y arraigadas, destacan las leyendas del Rey Arturo y los personajes asociados a la Materia de Bretaña: la reina Ginebra, sir Lancelot, los Caballeros de la Mesa Redonda, y el mago Merlín, así como las historias de Camelot, la espada Excalibur y la búsqueda del Santo Grial. Estas historias se reúnen dentro de la Historia Regum Britanniae de Geoffrey de Monmouth. Otra figura destacada de la tradición británica es Coel Hen, un semilegendario rey de las tribus británicas del norte de Inglaterra y sur de Escocia que gobernó entre el siglo iv y el siglo v.
Algunos de los personajes más populares del folclor inglés están basadas en personajes semihistóricos reales, cuya leyenda ha sido transmitida a lo largo de varios siglos. El más conocido quizás sea Robin Hood y sus alegres forajidos del bosque de Sherwood, que combatieron al sheriff de Nottingham en tiempos del reinado de Ricardo Corazón de León; otro personaje famoso es Lady Godiva, de quien se decía que se había paseado desnuda a caballo por Coventry; Hereward el Proscrito fue una heroica figura inglesa que resistió a la invasión normanda; y la Madre Shipton pasó a la historia como el arquetipo de bruja inglesa. Es muy recurrente el uso del personaje del noble o caballero bandido, como Dick Turpin o el mismo Robin Hood. En Inglaterra son famosas las leyendas de fantasmas, como los fantasmas del Castillo de Chillingham, los fantasmas de la Torre de Londres, o Herne el Cazador, un fantasma ecuestre asociado con el bosque de Windsor y el Great Park del Castillo de Windsor. Otras figuras legendarias que se han vuelto famosas a nivel mundial surgieron en el Londres en la época victoriana, cuyas historias han sido romantizadas en la actualidad. Entre ellos se pueden mencionar Sweeney Todd, el peluquero asesino de Fleet Street, y el asesino en serie Jack el Destripador. Muy representativo de Inglaterra es el gremlin, una criatura traviesa que sabotea los aviones, y que es parte del folclor de la Real Fuerza Aérea británica, cuya leyenda surge en los años 1920. Entre los mitos urbanos contemporáneos y criaturas de criptozoología se puede mencionar a la Bestia de Bodmin Moor.

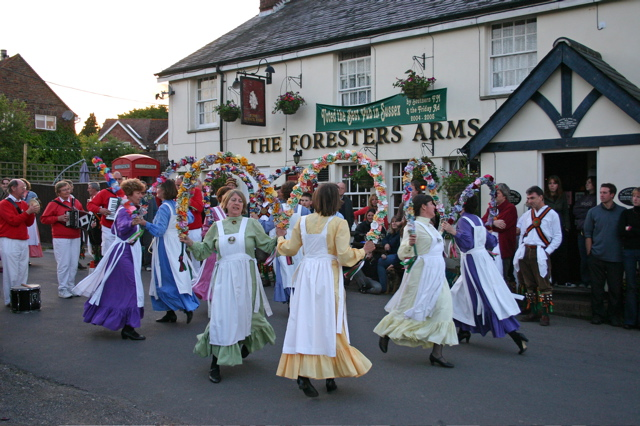
Mujeres con trajes campesinos bailan la danza Morris en las afueras del pub The Foresters Arms, en Fairwarp.

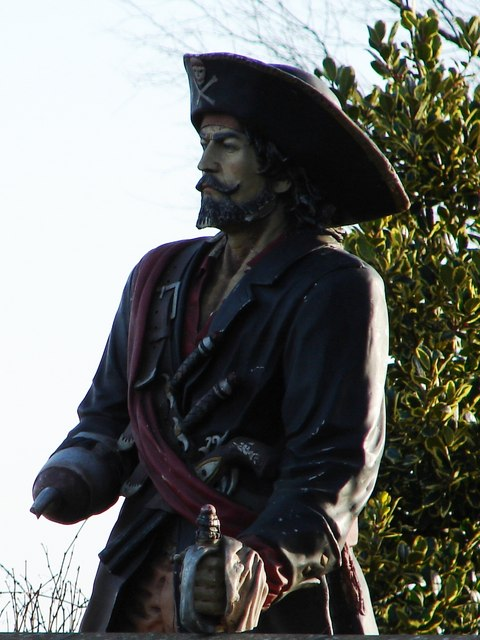
La figura del pirata inglés ha llegado a ser reconocida de forma universal.

Otra figura icónica de Inglaterra es el pirata. Publicado en 1724, la Historia general de los piratas, por el capitán Charles Johnson, proporcionó el relato estándar de la vida de muchos piratas en la Edad de Oro. Muchos famosos piratas ingleses de la Edad de Oro procedían de West Country, en la costa suroeste de Inglaterra. La figura del pirata influyó en la literatura inglesa, con personajes en las obras de Robert Louis Stevenson (Long John Silver), Daniel Defoe (Davy Jones) y J. M. Barrie (el capitán Garfio) que ayudaron a definir el arquetipo. Entre los piratas ingleses históricos más famosos se pueden mencionar Henry Morgan, Barbanegra, Calico Jack, Francis Drake y sir Walter Raleigh.
Entre las celebraciones y danzas folclóricas nacionales y regionales, destacan la danza Morris, el baile de las cintas, diversas danzas de las espadas locales como la del Nordeste de Inglaterra o la de Yorkshire, la danza de los cuernos en Abbots Bromley, obras de teatro callejero con máscaras (por ejemplo, la leyenda de San Jorge y el dragón), la danza de patear botellas en Leicestershire, y el festival del queso rodante en Cooper's Hill, Brockworth, festivales que recuerdan la bucólica Alegre Inglaterra campesina y rural. Otra festividad importante se celebra el 5 de noviembre, fecha en la que los ingleses hacen hogueras, fuegos artificiales, y comen manzanas de caramelo, para celebrar o conmemorar la frustración de la Trama de Pólvora tramada por Guy Fawkes. Esta celebración se convirtió en un evento anual después de la Ley de Acción de Gracias de 1606. El personaje de Guy Fawkes ha pasado a formar parte de la cultura contemporánea gracias a obras como la novela gráfica V de Vendetta del escritor inglés Alan Moore. Actualmente, la máscara de Guy Fawkes es un emblema para grupos de protesta anti-establishment.
Inglaterra no posee un traje típico nacional, aunque existen algunas vestimentas tradicionales como las de los Reyes Pearly y Queen, una organización caritativa de Londres. Los bailarines de la danza Morris también cuentan con una vestimenta especial para la actividad. También se consideran típicos de Inglaterra los uniformes de la Guardia Real y el de los alabarderos de la Torre de Londres.

## Patrimonio
El patrimonio histórico de Inglaterra abarca un gran número de monumentos históricos y sitios arqueológicos. De los 31 sitios declarados Patrimonio de la Humanidad por la UNESCO ubicados en el Reino Unido, 17 se encuentran en Inglaterra, incluidos los conjuntos megalíticos de Stonehenge, ubicados en el condado inglés de Wiltshire. Dentro del patrimonio nacional de Inglaterra también se encuentra una numerosa cantidad de ruinas y túmulos megalíticos, fuertes y ruinas romanas, castillos medievales, edificios religiosos como abadías, catedrales, prioratos y capillas, mansiones fortificadas, casas de campo y jardines.

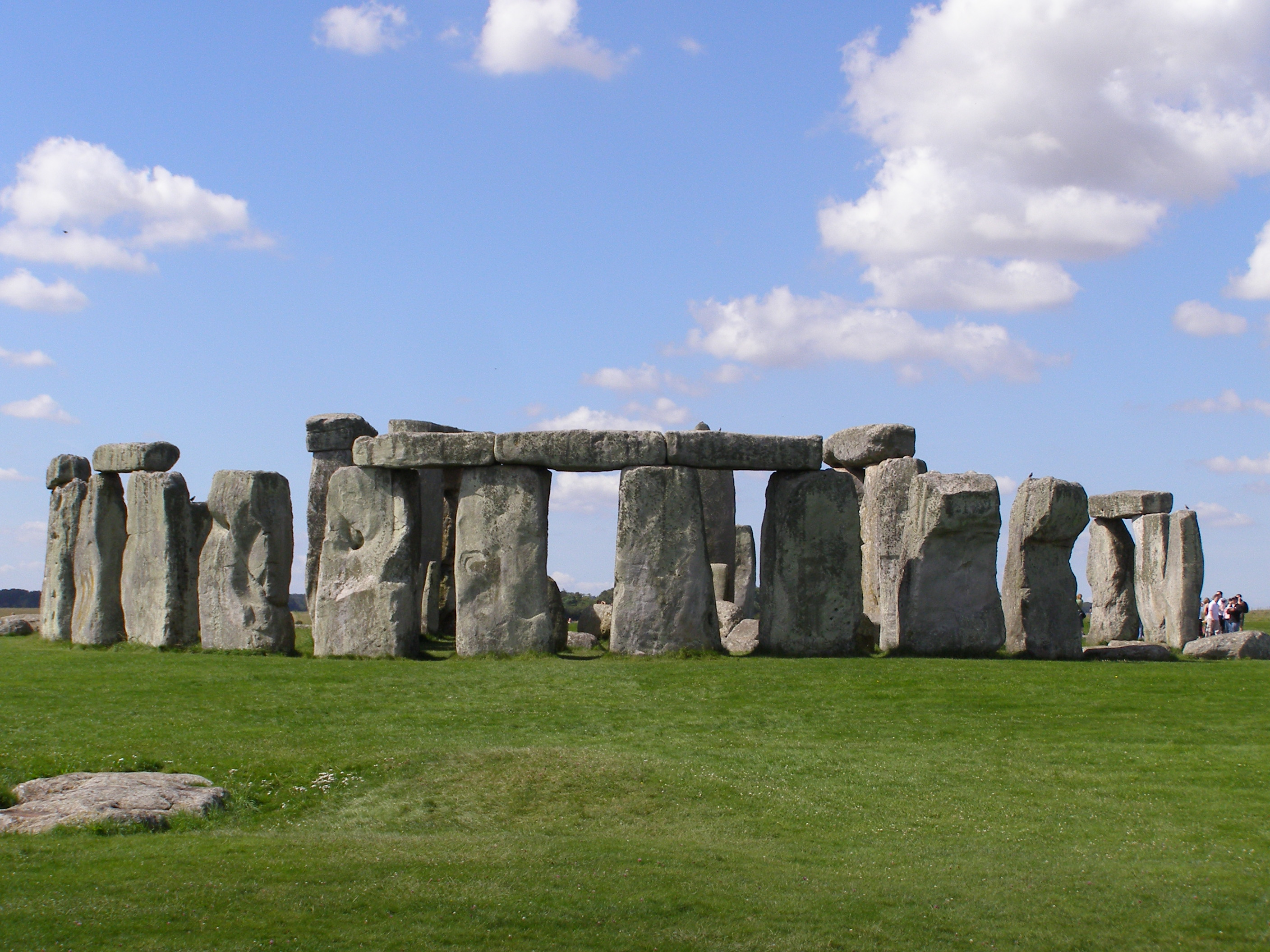
Stonehenge
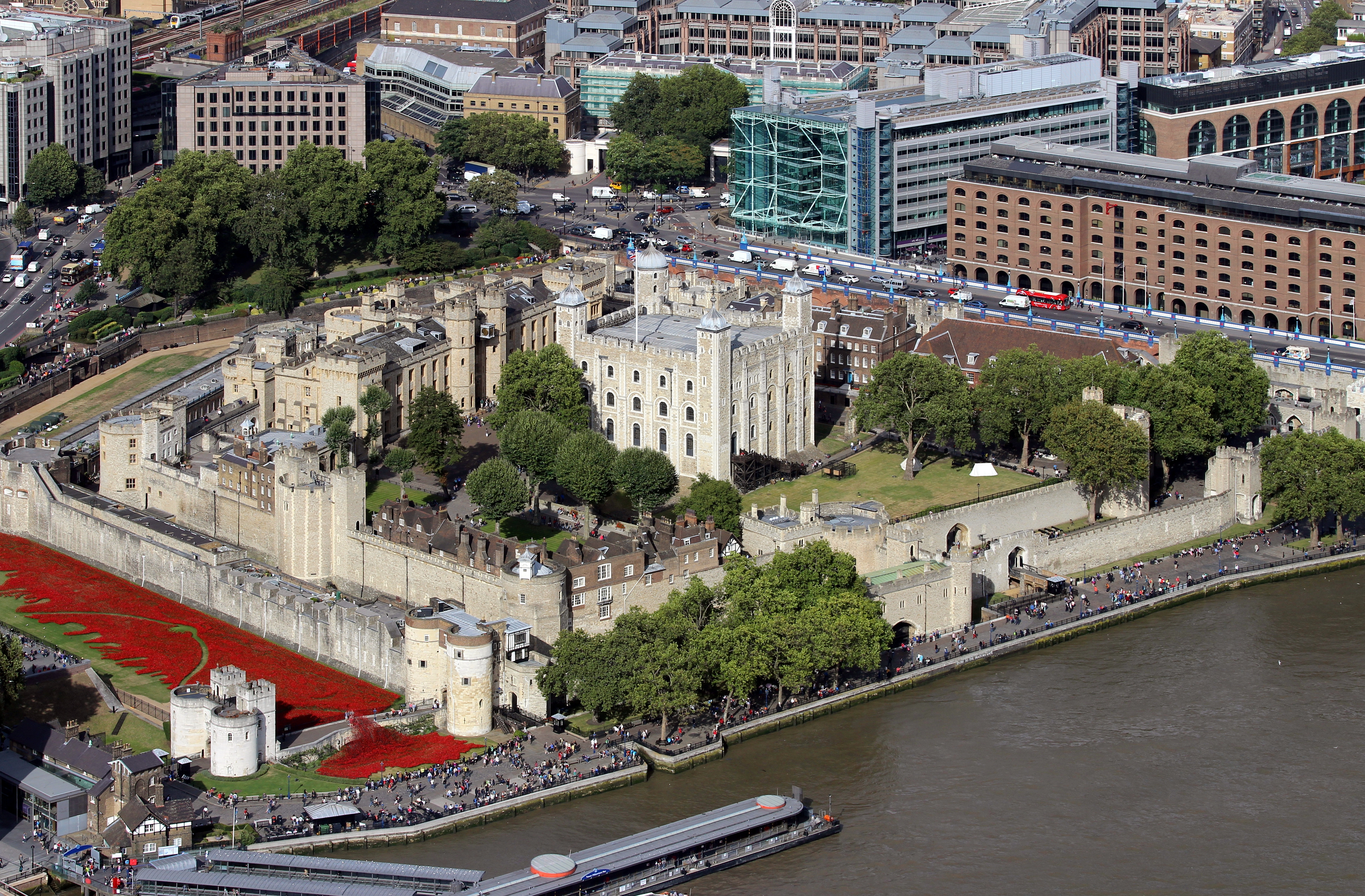
Torre de Londres
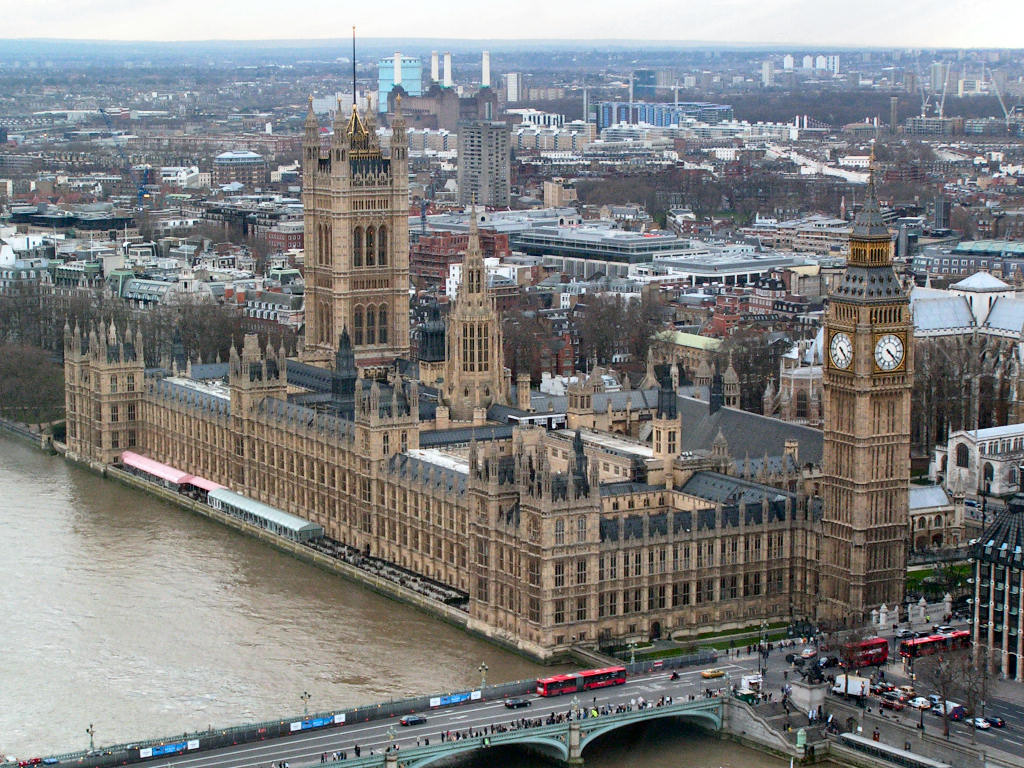
Palacio de Westminster
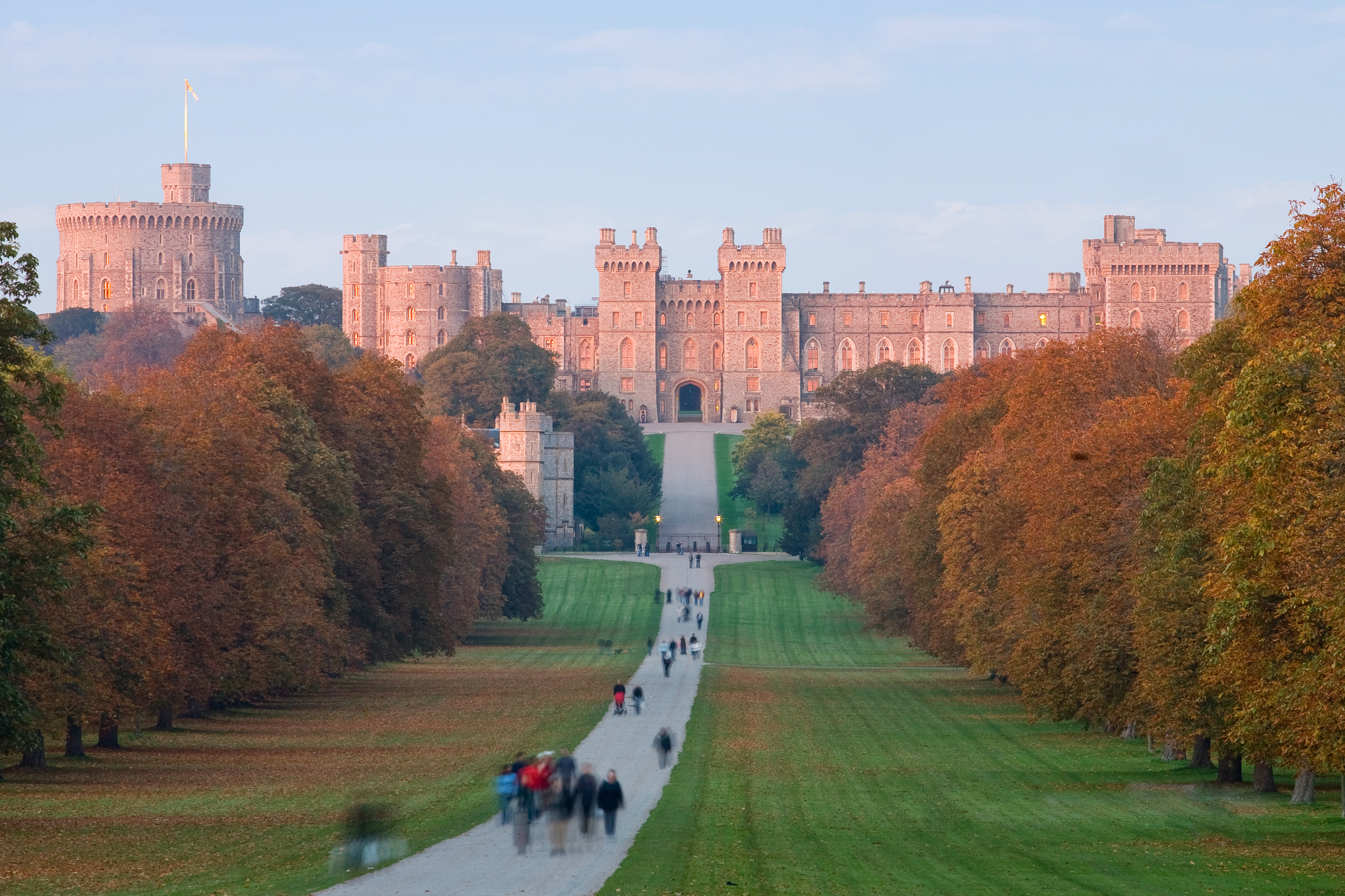
Castillo de Windsor

### Marcadores históricos: placas azules

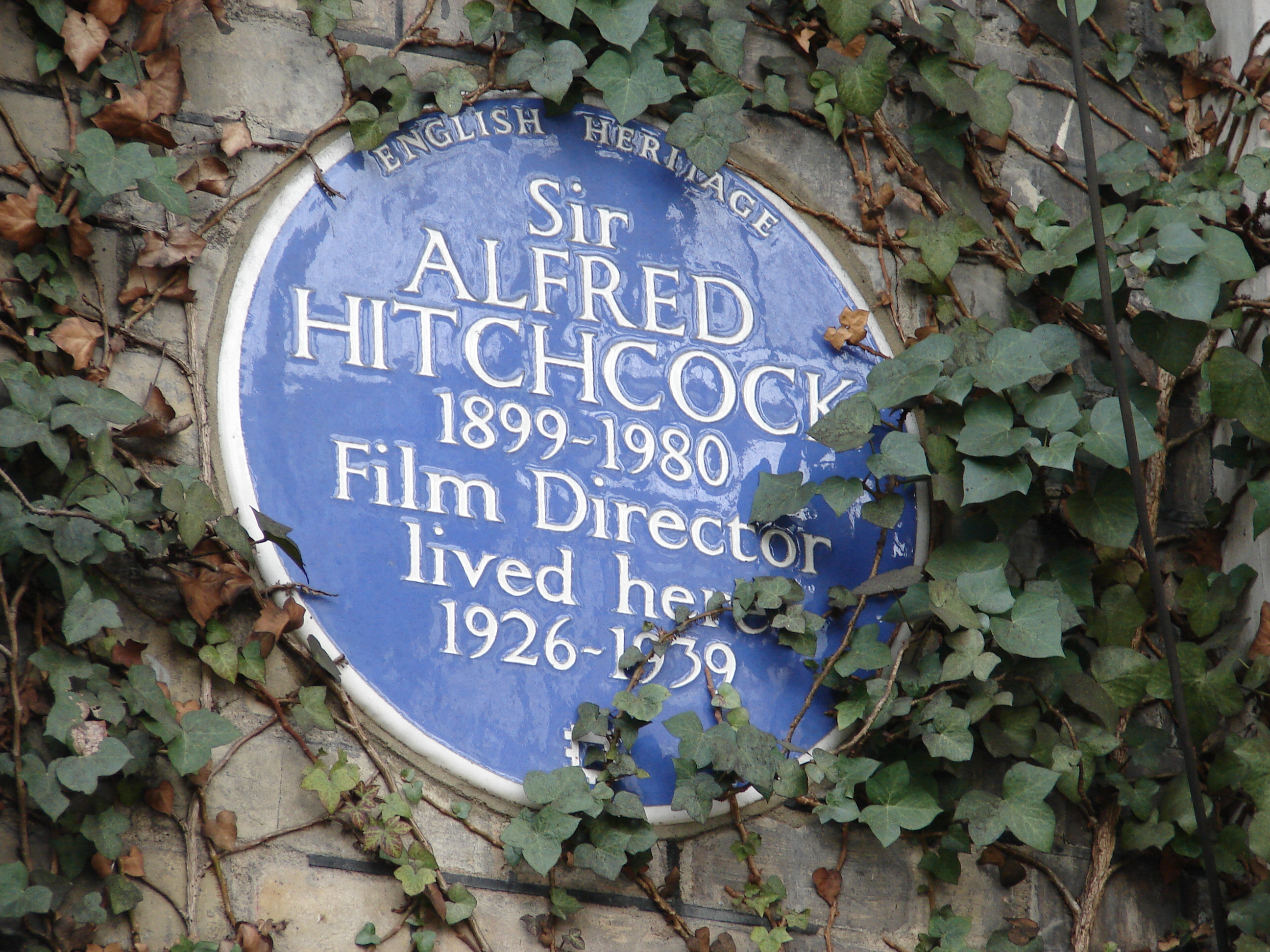
Placa azul en honor a Alfred Hitchcock.

En el Reino Unido es costumbre colocar placas azules en diversos sitios históricos, como una forma de conmemorar un vínculo entre ese sitio y un personaje histórico o un acontecimiento importante. Las placas azules son el marcador histórico más antiguo del mundo. El esquema fue una creación del político William Ewart en 1863 y se inició en 1866. Fue establecido formalmente por la sociedad de las artes en 1867, y desde 1986 lo opera el English Heritage.
La primera placa fue revelada en 1867 para conmemorar el lugar de nacimiento de Lord Byron. Está ubicada en el número 24 de calle de Holles, Cavendish, Londres. Entre otros ejemplos de placas azules que conmemoran eventos están la primera demostración de la televisión realizada por John Logie Baird en el número 22 de Frith Street, Westminster, W1, Londres, y la primera milla ejecutada en menos de 4 minutos por Roger Bannister, el 6 de mayo de 1954, en la Iffley Road de la Universidad de Oxford.

## Filosofía
Inglaterra ha sido la cuna de numerosos filósofos muy importantes que han contribuido al desarrollo de corrientes filosóficas como el liberalismo, el utilitarismo, el librepensamiento, el pensamiento ilustrado, el empirismo, la filosofía política y la filosofía analítica. Las ideas de estos pensadores han ejercido influencia en hechos históricos trascendentales como la Ilustración, la Revolución Francesa, la Declaración de los Derechos Humanos y la Declaración de Independencia de los Estados Unidos.
Entre los principales filósofos ingleses, pueden mencionarse:

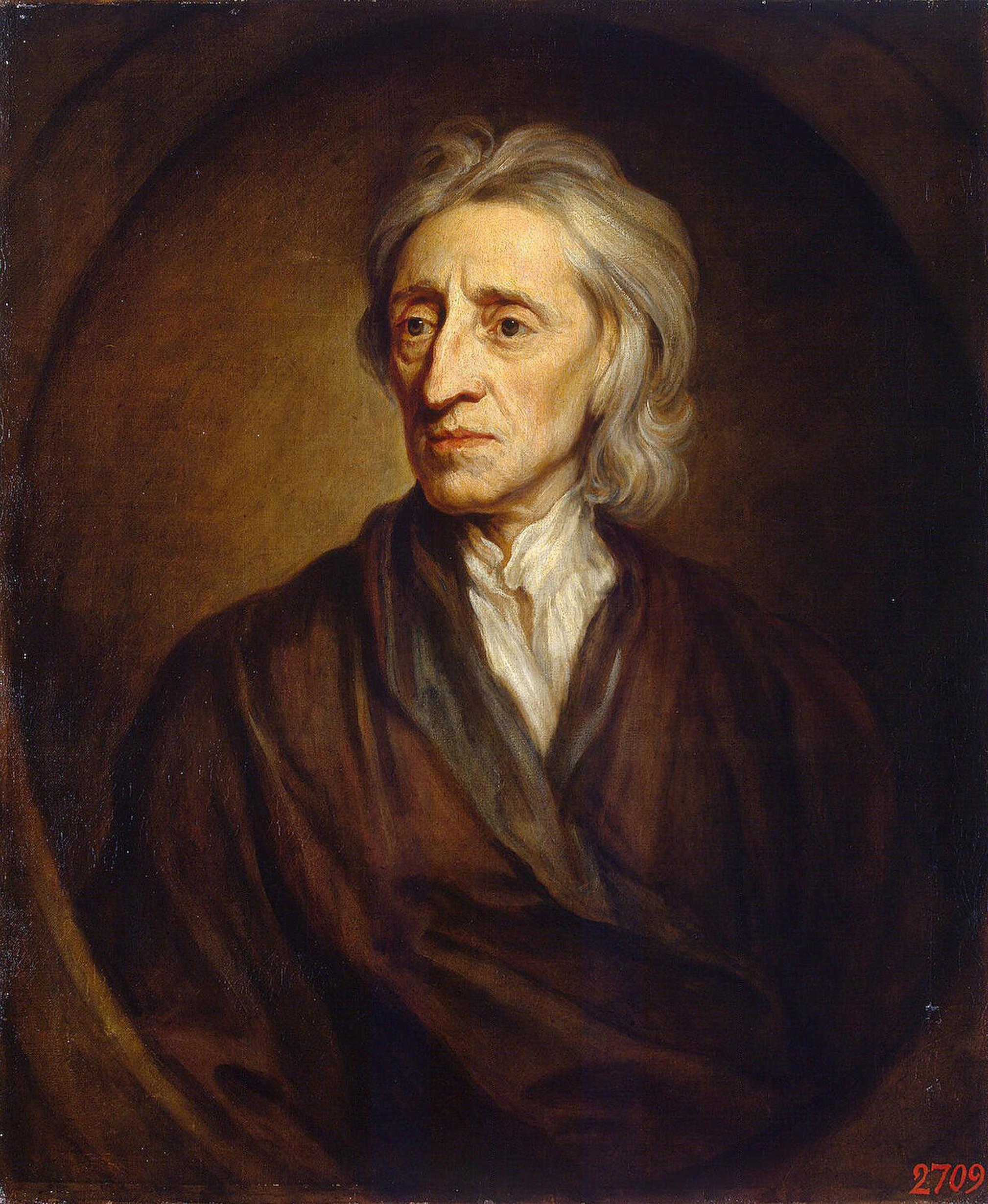
John Locke en un retrato por Godfrey Kneller (1697).

- Tomás Moro (1478-1535) abordó los problemas sociales de la humanidad en su obra cumbre, Utopía (1516). El resto de sus obras tienen como hilo común el ensalzamiento del idealismo y la condena de la tiranía.

- Sir Francis Bacon (1561-1626) desarrolló el empirismo filosófico y científico, lo que lo convirtió en uno de los pioneros del pensamiento científico moderno al desarrollar el método científico experimental. Sus obras filosóficas más prominentes son El avance del saber (1605), Novum Organum o Indicaciones relativas a la interpretación de la naturaleza (1620).

- Thomas Hobbes (1588-1679) fue una figura muy influyente en el desarrollo de la filosofía política occidental mediante su obra Leviatán (1651), un tratado sobre la naturaleza de los seres humanos y de cómo se organizan las sociedades.

- John Locke (1632-1704) es considerado padre del pensamiento ilustrado, uno de los pensadores más influyentes del Siglo de las Luces, y uno de los fundadores de la teoría del contrato social, la epistemología y la filosofía política.

- Thomas Paine (1737-1809) tuvo gran influencia mediante sus escritos sobre democracia social, reivindicación de la propiedad de la tierra, librepensamiento, religión y esclavitud, en los revolucionarios estadounidenses que lideraron la independencia de ese país.

- Jeremy Bentham (1748-1832) desarrolló la doctrina utilitarista, plasmada en su obra principal: Introducción a los principios de moral y legislación (1789). Además, dejó fortalecido y apropiado el concepto de Deontología muy utilizado en leyes y códigos del quehacer profesional que mira hacia el futuro.

- John Stuart Mill (1806-1873) fue representante de la escuela económica clásica y teórico del utilitarismo. En su obra Sobre la libertad, expone sus ideas fundamentales sobre los límites de la libertad del individuo y la sociedad.

- Bertrand Russell (1872-1970) fue filósofo, matemático, lógico y escritor, ganador del Premio Nobel de Literatura, y conocido por su influencia en la filosofía analítica a principios del siglo xx.

## Religión

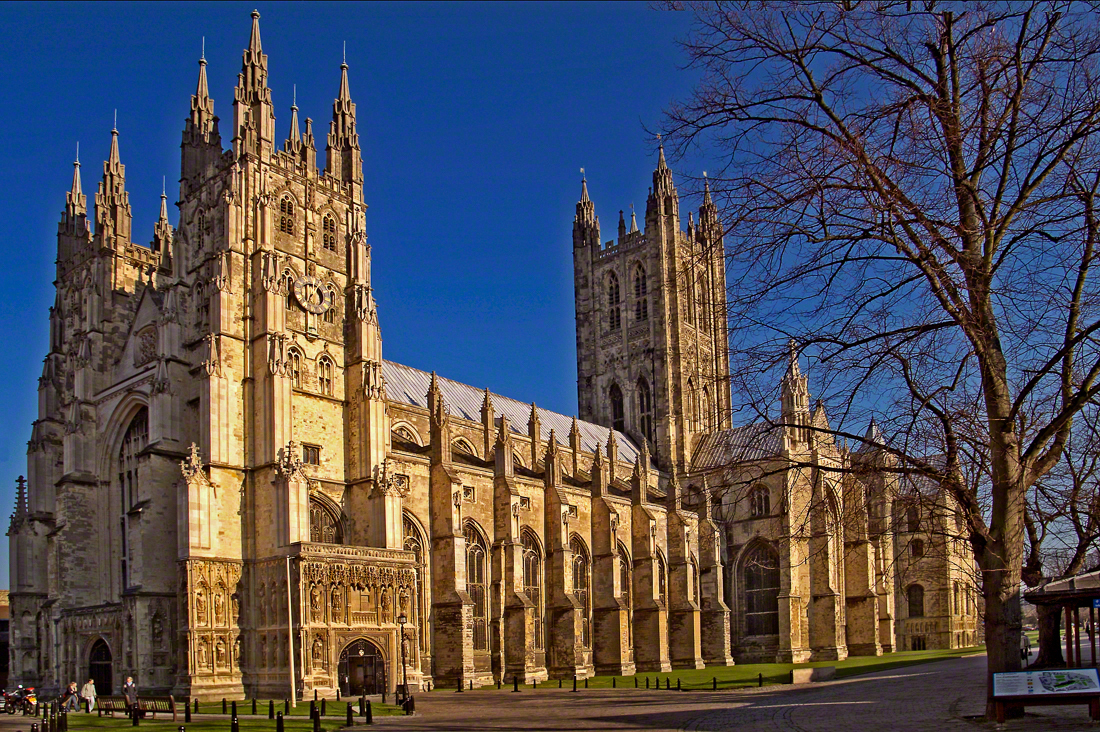
La catedral de Canterbury es la sede del primado de toda Inglaterra, el arzobispo de Canterbury, el obispado más antiguo de la Iglesia de Inglaterra.

La Iglesia Anglicana de Inglaterra es la Iglesia cristiana oficial de Inglaterra. Otras denominaciones que han nacido en Inglaterra son el Metodismo, los Cuáqueros y el Ejército de Salvación. Después de los anglicanos, las denominaciones cristianas más abundantes en Inglaterra son el catolicismo, el protestantismo y los cristianos ortodoxos. Otras religiones monoteístas abrahámicas importantes son el islam, el judaísmo y la fe bahaí. También hay gran cantidad de fieles hinduistas, sijs y budistas, y comunidades de seguidores de religiones neopaganas como la wicca, el neopaganismo germánico y el druidismo.
Previo a la introducción del cristianismo, en las islas británicas se practicaban varias religiones politeístas, a menudo referidas en conjunto como el llamado paganismo. Estas religiones incluyen el politeísmo celta, el paganismo nórdico, el politeísmo romano y otras. Algunas de estas religiones fueron introducidas por los anglosajones, que tenían sus orígenes en las antiguas tribus germánicas.
El cristianismo llegó a Gran Bretaña por primera vez a través de los romanos. Algunas leyendas atribuyen la introducción del cristianismo en Inglaterra a José de Arimatea, que arribó a Glastonbury llevando el Santo Grial, objeto importante de las leyendas artúricas. Otra historia legendaria narra que San Lucio fue el primer rey de Inglaterra en abrazar el cristianismo, convirtiendo a los bretones a esta fe. La evidencia arqueológica para las comunidades cristianas comienza a aparecer en los siglos iii y iv. Tras la retirada de las legiones romanas, la población romano-británica era mayoritariamente cristiana.
El cristianismo lo reintrodujeron en Inglaterra misioneros de Escocia y de Europa continental, como San Agustín (el primer arzobispo de Canterbury), y misioneros cristianos celtas en el norte (notablemente San Aidan, proveniente de Irlanda, y San Cuthbert, que vino de Escocia) en 597 d. C. El Sínodo de Whitby en el 664, finalmente llevó a la Iglesia inglesa a ser plenamente parte del catolicismo romano. Los primeros documentos cristianos ingleses de este tiempo incluyen manuscritos ilustrados como los Evangelios de Lindisfarne del siglo vii y los relatos históricos escritos por Beda el Venerable.
En 1536, la Iglesia de Inglaterra se separó de Roma por la cuestión del divorcio (técnicamente, la anulación del matrimonio) del rey Enrique VIII y Catalina de Aragón. La división condujo a la aparición de una autoridad eclesiástica separada. Posteriormente, la influencia de la Reforma dio lugar a que la Iglesia de Inglaterra adoptase su distintiva posición católica reformada conocida como Anglicanismo, que mantiene el episcopado mientras adopta una teología luterana.

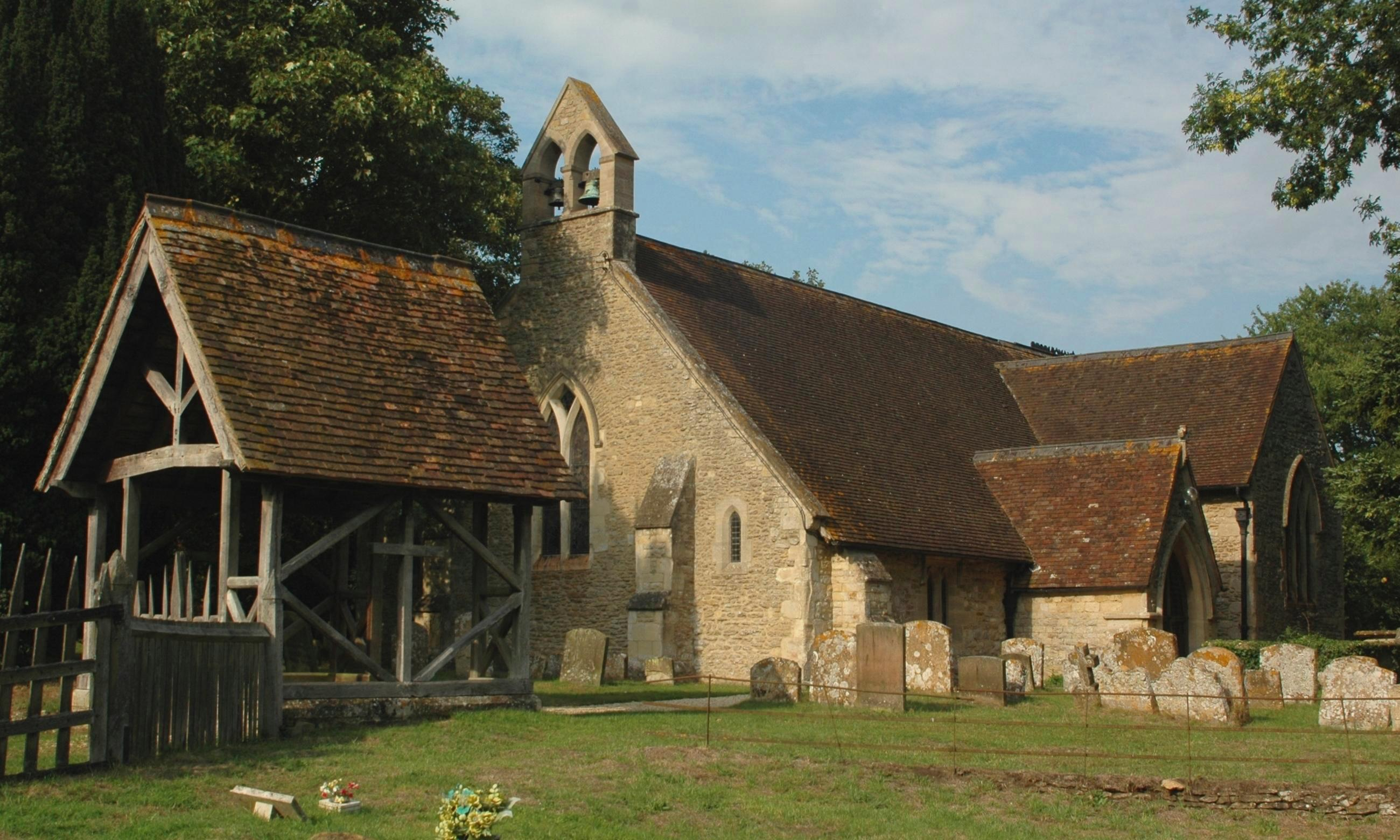
La iglesia parroquial de San Lorenzo en Toot Baldon, Oxfordshire, es arquetípica de muchas pequeñas iglesias inglesas de pueblo.

Hoy en día, la Iglesia de Inglaterra es la principal Iglesia establecida en Inglaterra. Se considera a sí misma como continuadora de la Iglesia que existía en el país anteriormente a la Reforma (algo que la Iglesia católica no acepta), y ha sido una Iglesia anglicana distinta desde el asentamiento bajo Isabel I de Inglaterra (con cierta interrupción durante el período de la Mancomunidad de Inglaterra del siglo xvii). El Monarca británico es formalmente el Gobernador Supremo de la Iglesia de Inglaterra. Su líder espiritual es el arzobispo de Canterbury, que es considerado por convención como el jefe de la comunión anglicana mundial. En la práctica, la Iglesia de Inglaterra es gobernada por el Sínodo General, bajo la autoridad del Parlamento. La misión de la Iglesia de Inglaterra de difundir el Evangelio ha visto el establecimiento de muchas Iglesias en la Comunión Anglicana en todo el mundo, particularmente en la Mancomunidad de Naciones.
A partir del siglo xviii, nació en Inglaterra el movimiento metodista, de la mano de individuos como John Wesley y su hermano menor Charles Wesley, inicialmente se trataba de un movimiento dentro de la Iglesia de Inglaterra, desarrollándose posteriormente como una denominación separada tras la muerte de John Wesley. Otros movimientos protestantes no conformistas también se establecieron en Inglaterra en lo sucesivo.
San Jorge es reconocido como el santo patrón de Inglaterra, y su insignia, la cruz de San Jorge, aparece en la bandera de Inglaterra. No obstante, hasta antes de Eduardo III, dicho reconocimiento era para San Edmundo, y en la actualidad, San Albano es venerado por parte de los fieles como el primer mártir cristiano de Inglaterra.

### Celebración de la Navidad
Véase también: Tradiciones navideñas en el Reino Unido.
La celebración de la Navidad en los países anglosajones tiene muchas tradiciones que surgieron en Inglaterra, y que se han ido difundiendo al mundo entero. En la Inglaterra del siglo xvii, los puritanos condenaron la celebración de la Navidad. En cambio, la Iglesia Anglicana "presionó por una observación más elaborada de las fiestas, las temporadas penitenciales y los días de los santos. La reforma del calendario se convirtió en un importante punto de tensión entre los anglicanos y los puritanos". La Iglesia católica también se pronunció, promoviendo una forma más religiosa de celebrar la festividad. El rey Carlos I de Inglaterra ordenó a sus nobles y aristócratas que regresaran a sus haciendas a mediados del invierno para mantener su antigua generosidad navideña. Después de la victoria parlamentaria sobre Carlos I durante la guerra civil inglesa, los gobernantes puritanos prohibieron la Navidad en 1647.
Las protestas siguieron cuando los disturbios pro-Navidad estallaron en varias ciudades y, durante semanas, Canterbury estuvo controlada por los alborotadores, que adornaron las puertas con muérdago y gritaron lemas realistas. El libro The Vindication of Christmas (Londres, 1652), discutía argumentos contra los puritanos, tomando nota de las viejas tradiciones navideñas inglesas tales como, la cena, las manzanas asadas en el fuego, el juego de cartas, las danzas con "aradores" y "sirvientas", el viejo Papá Noel y la entonación de villancicos. La Restauración del rey Carlos II de Inglaterra en 1660 puso fin a la prohibición.

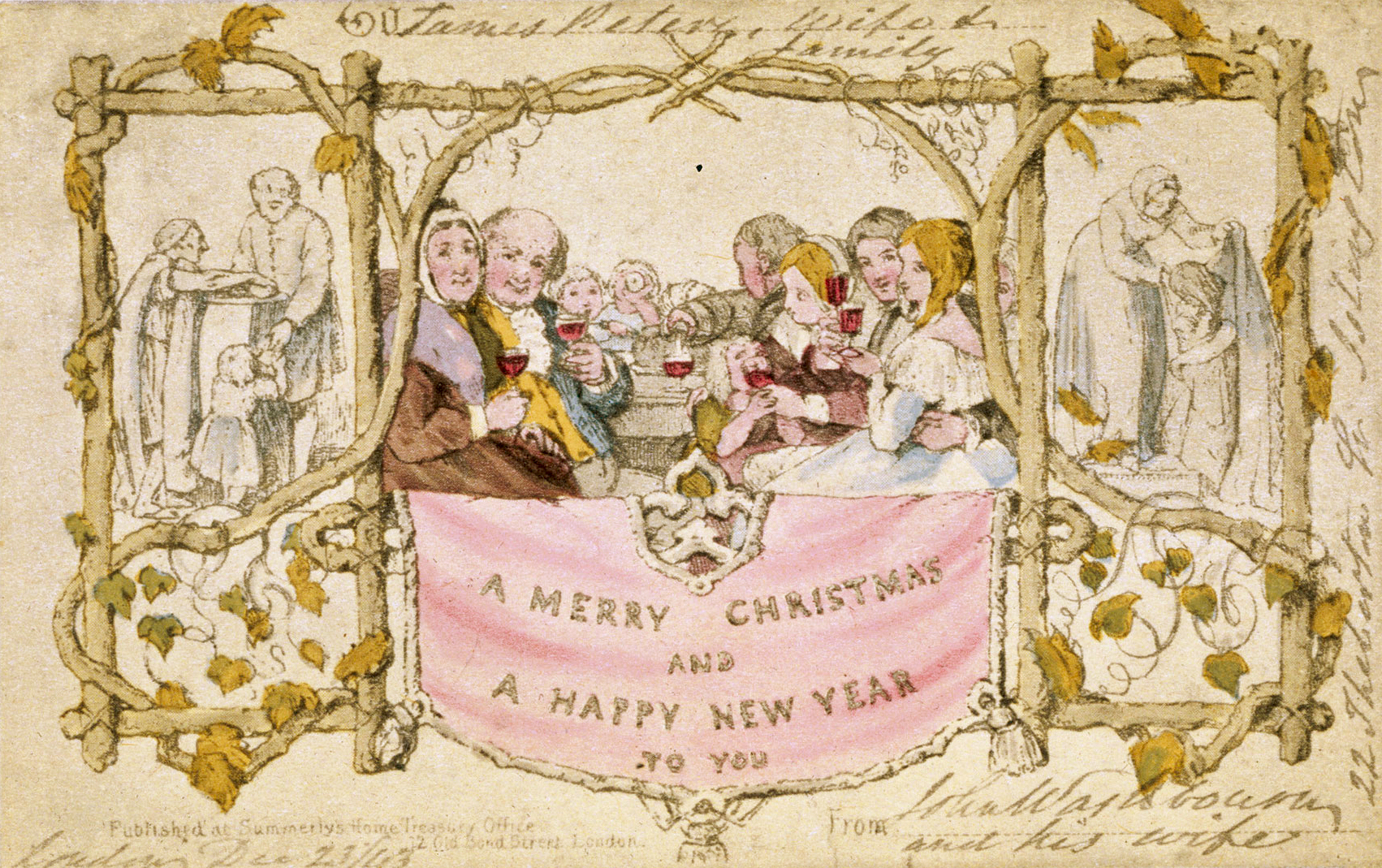
Primera tarjeta de Navidad elaborada por Henry Cole en Inglaterra en 1843.

A principios del siglo xix, los escritores del período Tudor imaginaron la Navidad como un tiempo de celebración sincera. En 1843, Charles Dickens escribió la novela A Christmas Carol, que ayudó a revivir el "espíritu" de la Navidad y la alegría estacional. Dickens intentó que se concibiera la Navidad como un festival centrado en la generosidad de la familia, en contraste con las celebraciones basadas en la comunidad y centradas en la iglesia, cuya observancia había disminuido a finales del siglo xviii y principios del siglo xix. Dickens influyó en muchos aspectos de la Navidad que se celebran hoy en la cultura occidental, tales como reuniones familiares, comidas y bebidas de temporada, baile, juegos y generosidad de espíritu festivo. Una frase prominente del cuento ("Merry Christmas": Feliz Navidad) se popularizó después de la aparición de la historia.
El renacimiento del villancico navideño comenzó con el libro Christmas Carols Ancient and Modern (1833) del anticuario William Sandys, donde recopilaba canciones navideñas antiguas y modernas, como "The First Noel", "I Saw Three Ships", "Hark! The herald angels sing" y "God Rest Ye Merry, Gentlemen". En 1843, la primera tarjeta de Navidad comercial fue producida por Henry Cole, lo que condujo a la tradición del intercambio de tarjetas de felicitación alusivas a la festividad entre el público.

## Ciencia
Inglaterra y Escocia fueron centros principales de la revolución científica a partir del siglo xvii. Los ingleses han desempeñado un papel importante en el desarrollo de la ciencia y la ingeniería. Entre los individuos más prominentes destacan Roger Bacon, Francis Bacon, William Harvey, Robert Hooke, Isaac Newton, Edward Jenner, Henry Cavendish, Isambard Kingdom Brunel, Francis Crick, Charles Babbage, Abraham Darby I, Michael Faraday, Charles Darwin, James Chadwick, Barnes Wallis, Alan Turing, Frank Whittle, Tim Berners-Lee y Stephen Hawking. El país cuenta con instituciones tan prestigiosas como la Royal Institution, la Royal Society, el Observatorio de Greenwich y su meridiano.

## Deportes

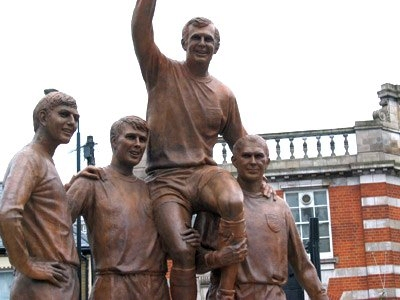
Escultura de la Copa del Mundo con el capitán Bobby Moore con el trofeo de la Copa Mundial de 1966, sobre los hombros de Geoff Hurst y Ray Wilson, junto con Martin Peters.

Muchos deportes nacieron en Inglaterra y fueron diseminados por el mundo por los ingleses, incluyendo el bádminton, el cricket, el croquet, el fútbol, el hockey sobre césped, el rugby, el tenis, el tenis de mesa y las carreras de caballos A finales del siglo XVIII, el juego inglés llamado rounders se introdujo en las colonias americanas, donde se convirtió en béisbol. Se considera que el fútbol, el críquet y el rugby son los deportes nacionales de Inglaterra.
Las reglas del fútbol moderno fueron redactadas en 1863 por Ebenezer Cobb Morley en Inglaterra, país que también posee los clubes más viejos del mundo que practican este deporte. El Sheffield Football Club, fundado en 1857, es el club de fútbol más antiguo del mundo. El primer partido de fútbol internacional fue entre Inglaterra y Escocia en 1872. En 1966, Inglaterra fue sede de la Copa Mundial de fútbol de 1966, torneo que ganó. Con una audiencia de 32,3 millones de espectadores, la final de 1966 fue el evento de televisión más visto en el Reino Unido. La liga profesional inglesa o Premier League es la liga de fútbol más vista en el mundo. Los clubes ingleses más importantes incluyen al Manchester United, Liverpool, Arsenal, Chelsea, Tottenham Hotspur y Manchester City. Entre los grandes jugadores ingleses de la historia se pueden mencionar a Bobby Moore, Bobby Charlton, Gordon Banks, Stanley Matthews, Gary Lineker, Alan Shearer, David Beckham, Frank Lampard y Wayne Rooney, entre otros.
El juego moderno del tenis se originó en Birmingham, Inglaterra, en la década de 1860, y después de su creación, se extendió por toda la población de habla inglesa de clase alta, para luego extenderse por todo el mundo. El Mayor Walter Clopton Wingfield es considerado como un pionero del juego. El torneo de tenis más antiguo del mundo, el Campeonato de Wimbledon, en 1877, es el certamen de tenis más antiguo y prestigioso del mundo. El evento tiene lugar durante dos semanas a finales de junio y principios de julio.
Inglaterra y los otros países del Reino Unido compiten como naciones separadas en algunos eventos deportivos internacionales, especialmente en el fútbol, el cricket, la liga de rugby y la unión de rugby. El equipo de crícket de Inglaterra representa tanto a Inglaterra como a Gales. Sin embargo, en los Juegos Olímpicos, Inglaterra compite como parte del equipo de Gran Bretaña.

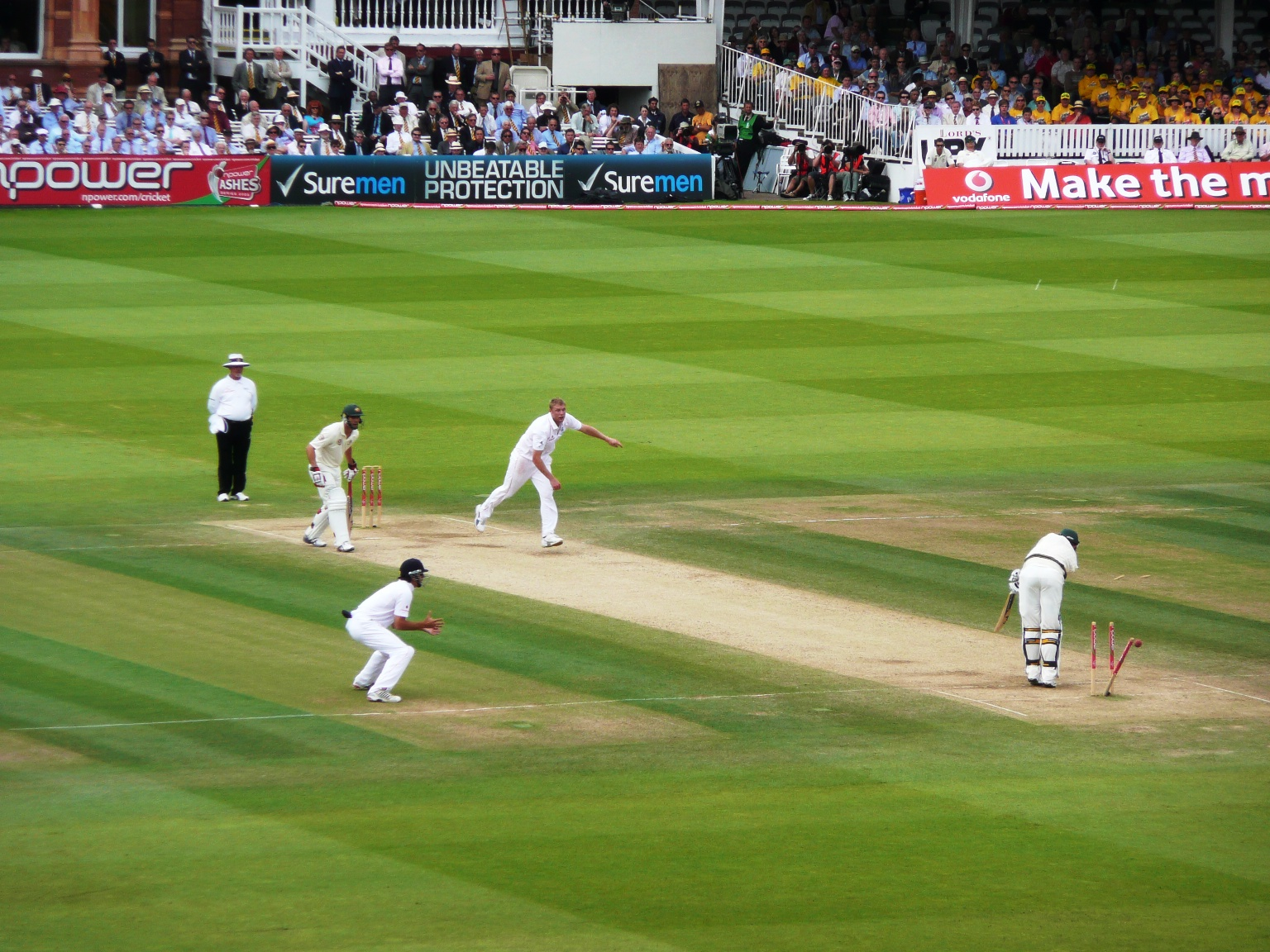
Inglaterra rumbo a la victoria sobre Australia en la final del campeonato de cricket The Ashes, 2009.
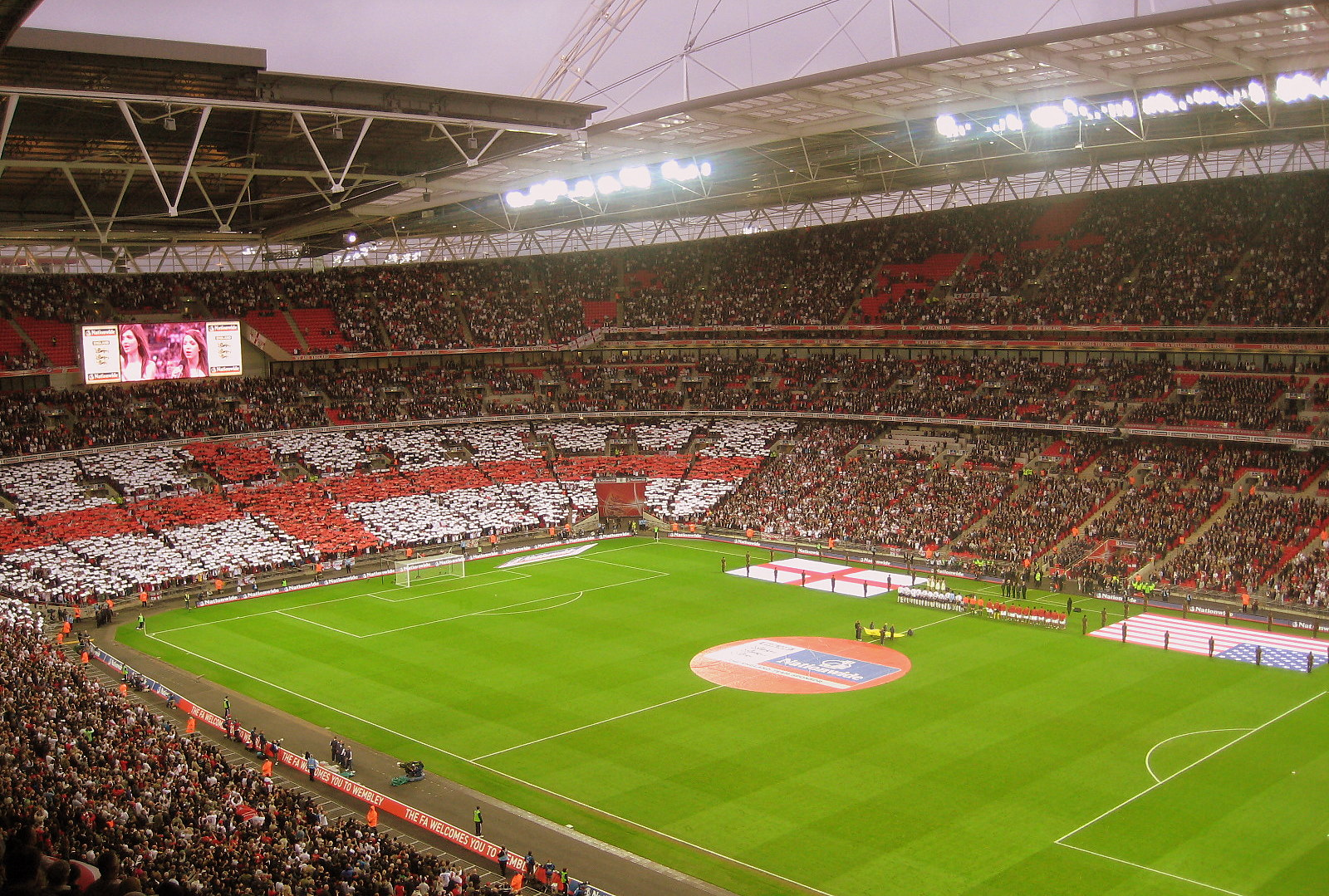
Interior del Estadio de Wembley, sede de la selección de fútbol de Inglaterra.
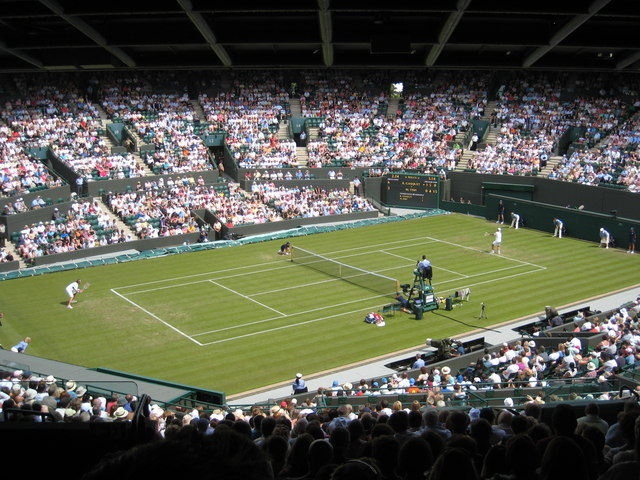
Disputa de un partido de tenis en Wimbledon.